# Vampire Diaries
Cet article concerne la série télévisée. Pour la série de livres, voir Journal d'un vampire.
Production
Diffusion
Chronologie
The Originals
Legacies
Vampire Diaries, ou Journal d'un vampire au Québec, (The Vampire Diaries) est une série télévisée américaine  développée par Kevin Williamson et Julie Plec. Elle a été diffusée du 10 septembre 2009 au 10 mars 2017 sur The CW aux États-Unis et en simultané sur CTV pour la première saison puis sur /A\ / CTV Two pour les autres saisons au Canada.
La série est librement adaptée de la série littéraire Journal d'un vampire de L. J. Smith.
En France, les deux premières saisons de la série ont été diffusées entre le 29 août 2010 et le 28 octobre 2011 sur la chaîne du câble Canal+ Family, la première saison a ensuite été rediffusée en clair à partir du 8 janvier 2011 sur TF1 mais faute d'audiences la diffusion s'est poursuivie sur NT1 jusqu'à la cinquième saison entre le 23 avril 2011 et le 10 octobre 2014, puis de la sixième à la septième saison, la série a été diffusée sur Série Club entre le 10 janvier 2016 et le 17 février 2017 avant de revenir sur NT1 pour la huitième saison entre le 1er juin 2017 et le 22 juin 2017. L'intégrale de la série est rediffusée sur NRJ 12 du 31 octobre 2022 au 31 mars 2023. La série est diffusée sur AB1 à partir du 28 août 2023.
La série est également disponible intégralement sur Prime Vidéo, Netflix et Max.
Au Québec, elle est diffusée depuis le 3 septembre 2010 sur V et depuis septembre 2016 sur VRAK, en Belgique, les trois premières saisons à partir du 7 novembre 2010 sur La Deux puis intégralement depuis le 2 septembre 2013 sur AB3 et en Suisse, depuis le 1er janvier 2011 sur RTS Un et Deux.
La série a donné naissance à deux spin-off : The Originals mettant en scène la famille Mikaelson et dont les premières saisons se déroulent parallèlement à la série puis Legacies, qui se déroule après la série et met en scène le personnage d'Alaric Saltzman et intègre aussi des personnages de The Originals.

## Synopsis
Elena Gilbert est une adolescente de 17 ans demeurant dans la mystérieuse ville de Mystic Falls en Virginie. Elle et son frère, Jeremy, 15 ans, vivent avec leur tante Jenna Sommers, depuis la mort de leurs parents, décédés dans un accident de voiture quatre mois auparavant. Elena trouve du réconfort dans son journal intime et ses deux meilleures amies, Bonnie Bennett et Caroline Forbes.
Lors de la rentrée scolaire, elle croise Stefan Salvatore, un nouvel arrivant mystérieux, dont elle tombe immédiatement sous le charme avant de rencontrer son frère aîné « diabolique », Damon Salvatore. Elle ne tarde pas à découvrir leur secret. Cette rencontre va complètement changer sa vie ainsi que celles de ses amie(e)s.

## Distribution

### Acteurs principaux
| Acteur(s)         | VF                                                | Personnage(s)               | Personnage par saison | Personnage par saison | Personnage par saison | Personnage par saison | Personnage par saison | Personnage par saison | Personnage par saison | Personnage par saison |
| Acteur(s)         | VF                                                | Personnage(s)               | 1                     | 2                     | 3                     | 4                     | 5                     | 6                     | 7                     | 8                     |
| ----------------- | ------------------------------------------------- | --------------------------- | --------------------- | --------------------- | --------------------- | --------------------- | --------------------- | --------------------- | --------------------- | --------------------- |
| Paul Wesley       | Stéphane Pouplard                                 | Stefan Salvatore            | Principal             | Principal             | Principal             | Principal             | Principal             | Principal             | Principal             | Principal             |
| Paul Wesley       | Stéphane Pouplard                                 | Silas                       |                       |                       |                       | Invité                | Récurrent             |                       |                       |                       |
| Ian Somerhalder   | Cédric Dumond                                     | Damon Salvatore             | Principal             | Principal             | Principal             | Principal             | Principal             | Principal             | Principal             | Principal             |
| Kat Graham        | Stéphanie Hédin                                   | Bonnie Bennett              | Principale            | Principale            | Principale            | Principale            | Principale            | Principale            | Principale            | Principale            |
| Candice Accola    | Fily Keita                                        | Caroline Forbes             | Principale            | Principale            | Principale            | Principale            | Principale            | Principale            | Principale            | Principale            |
| Zach Roerig       | Yann Peira                                        | Matthew G. « Matt » Donovan | Principal             | Principal             | Principal             | Principal             | Principal             | Principal             | Principal             | Principal             |
| Michael Trevino   | Maël Davan-Soulas (s1-2) / Donald Reignoux (s3-8) | Tyler Lockwood              | Principal             | Principal             | Principal             | Principal             | Principal             | Principal             | Récurrent             | Récurrent             |
| Nina Dobrev       | Caroline Lallau                                   | Elena Gilbert               | Principale            | Principale            | Principale            | Principale            | Principale            | Principale            |                       | Invitée               |
| Nina Dobrev       | Caroline Lallau                                   | Katherine Pierce            | Récurrente            | Principale            | Récurrente            | Récurrente            | Principale            |                       |                       | Invitée               |
| Nina Dobrev       | Caroline Lallau                                   | Amarra                      |                       |                       |                       |                       | Invitée               |                       |                       |                       |
| Steven R. McQueen | Fabrice Fara                                      | Jeremy Gilbert              | Principal             | Principal             | Principal             | Principal             | Principal             | Principal             |                       | Apparition            |
| Sara Canning      | Barbara Beretta                                   | Jenna Sommers               | Principale            | Principale            | Invitée               |                       | Invitée               |                       |                       | Apparition            |
| Matt Davis        | Alexis Victor                                     | Alaric Saltzman             | Récurrent             | Principal             | Principal             | Invité                | Invité                | Principal             | Principal             | Principal             |
| Joseph Morgan     | Sébastien Desjours                                | Niklaus « Klaus » Mikaelson |                       | Récurrent             | Principal             | Principal             | Invité                |                       | Invité                |                       |
| Michael Malarkey  | Pascal Nowak                                      | Lorenzo « Enzo » St John    |                       |                       |                       |                       | Récurrent             | Principal             | Principal             | Principal             |

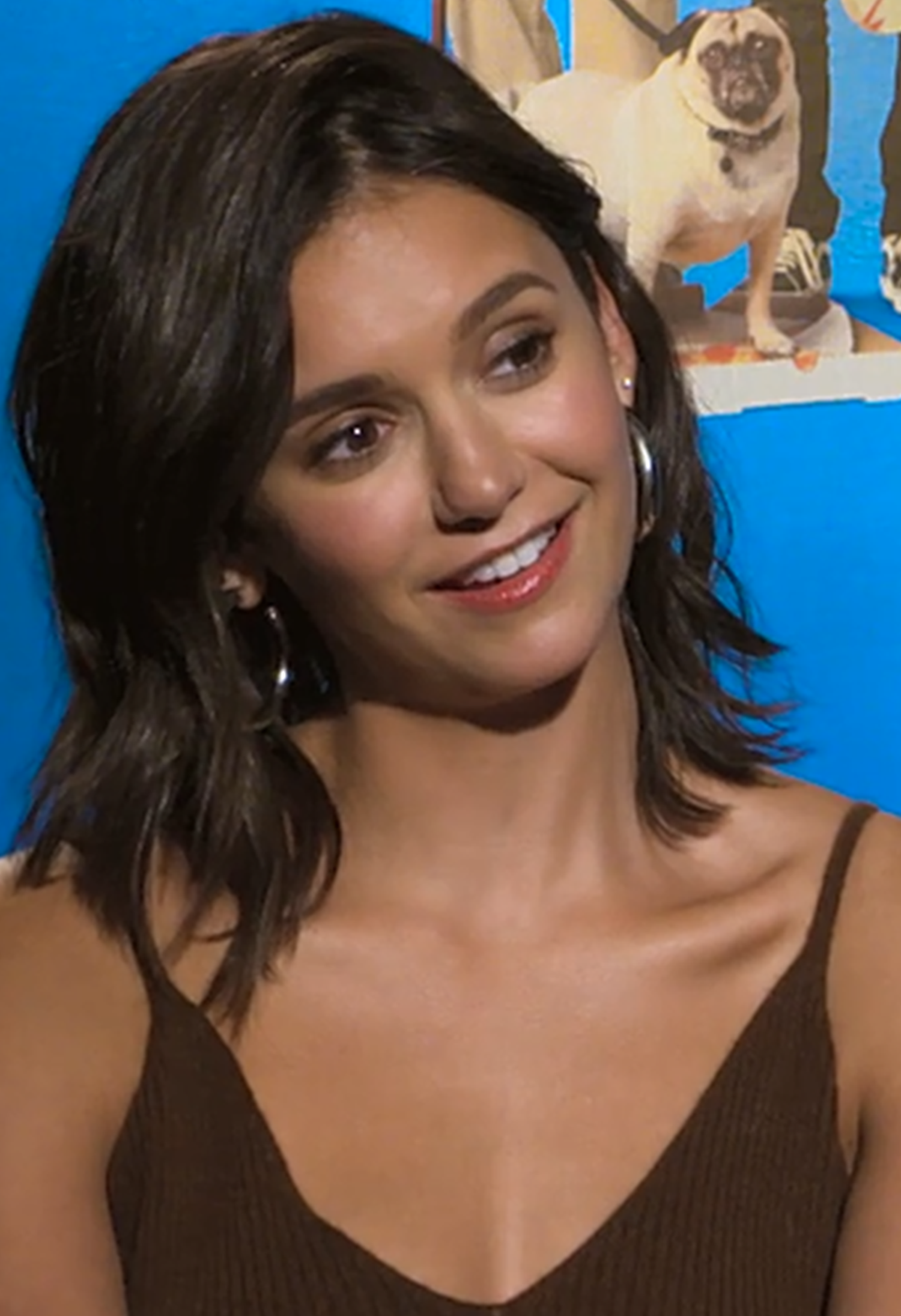
Nina Dobrev interprète Elena, Katherine et Amarra
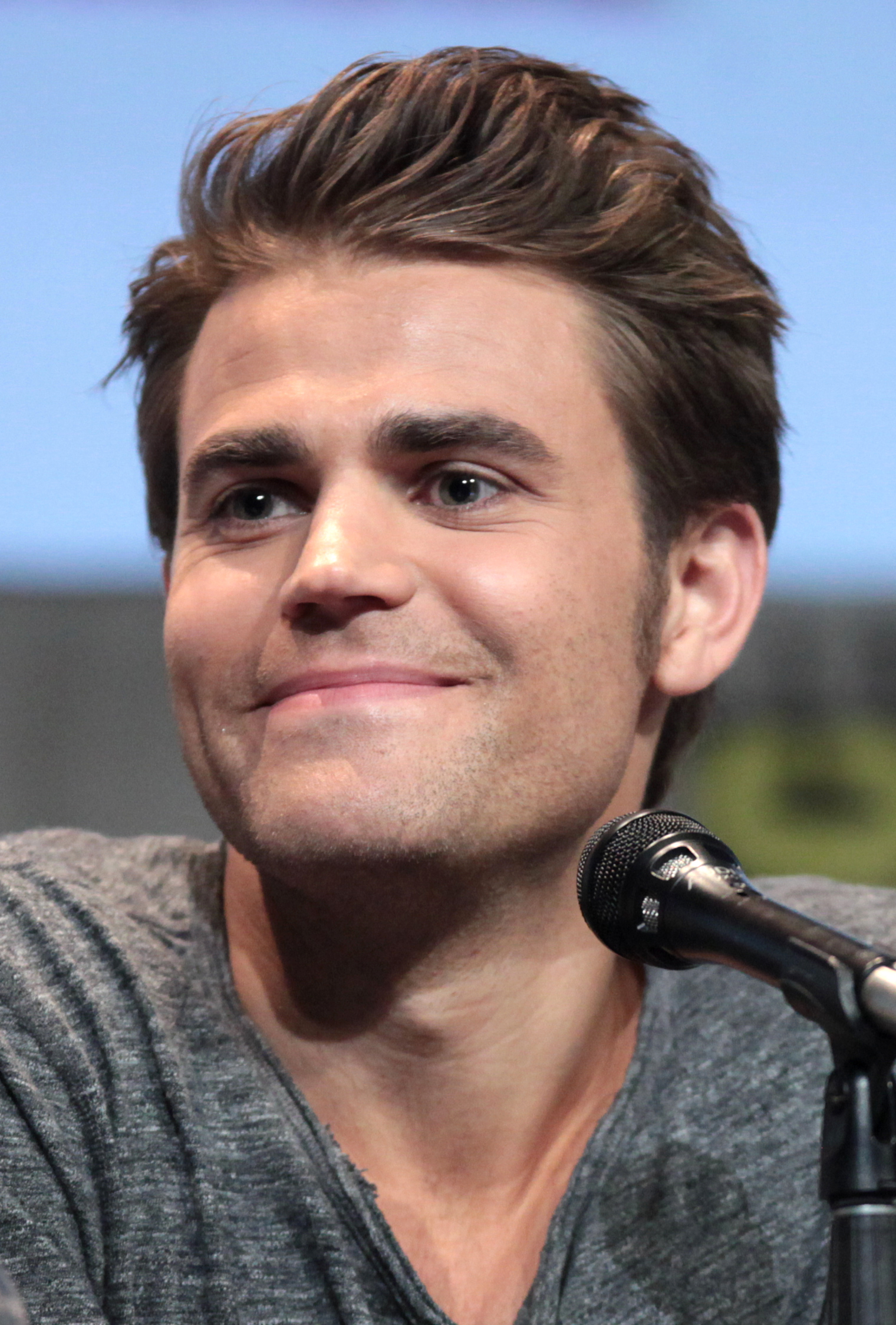
Paul Wesley interprète Stefan et Silas
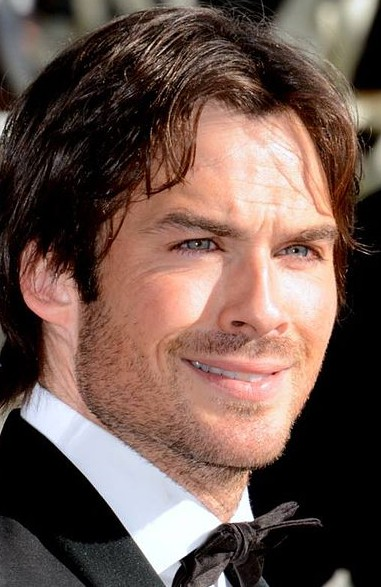
Ian Somerhalder interprète Damon
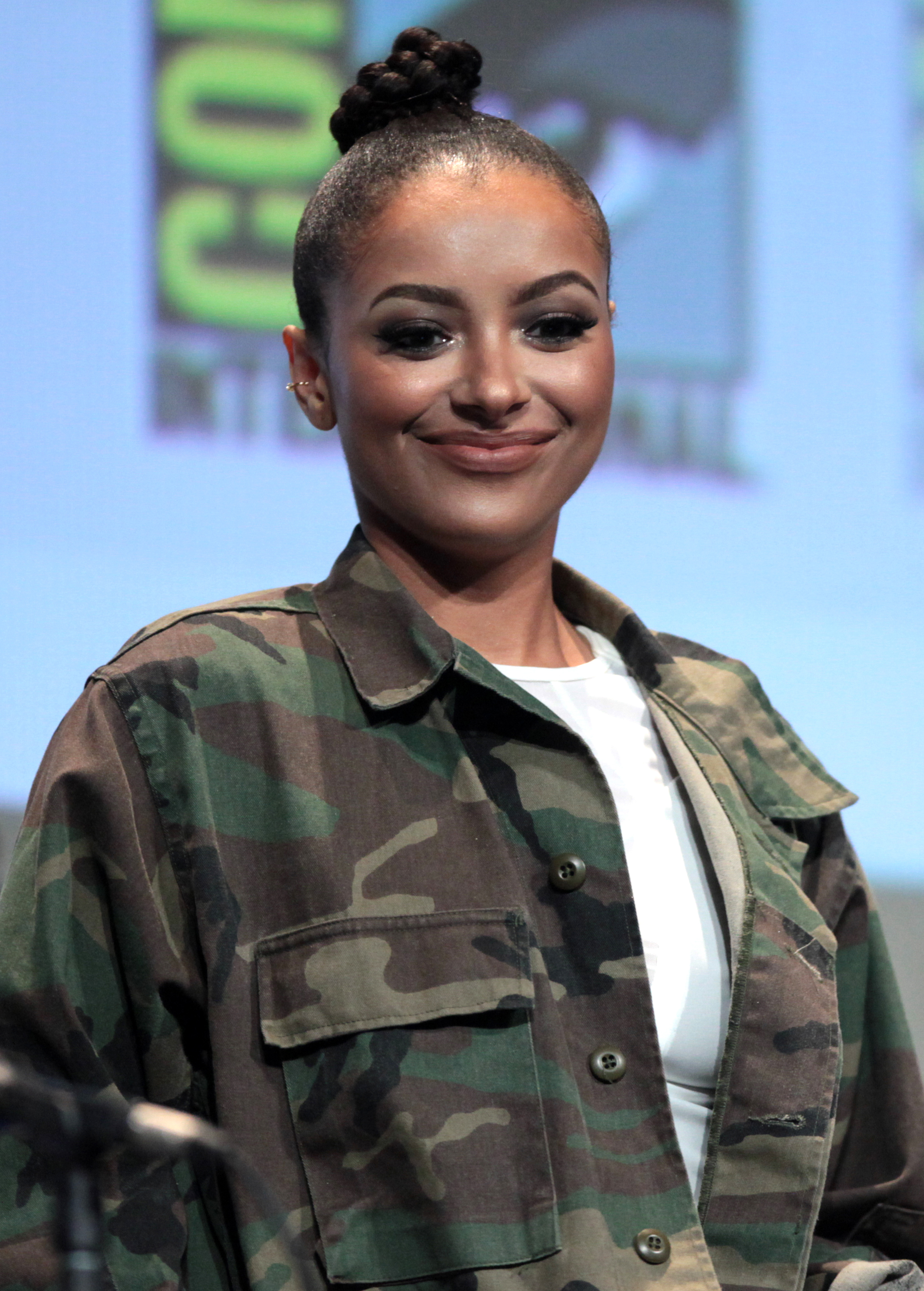
Kat Graham interprète Bonnie Bennett
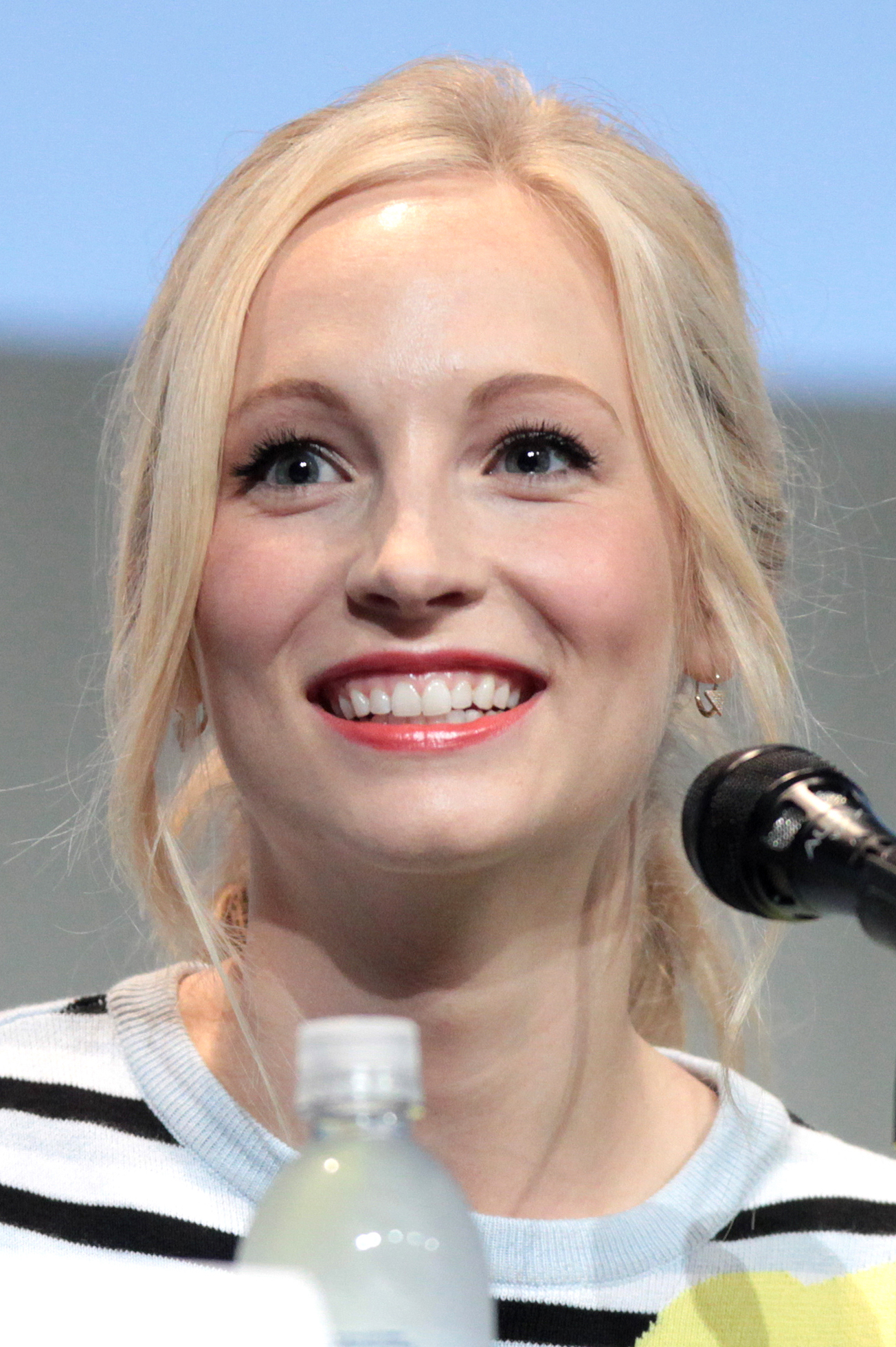
Candice King interprète Caroline Forbes
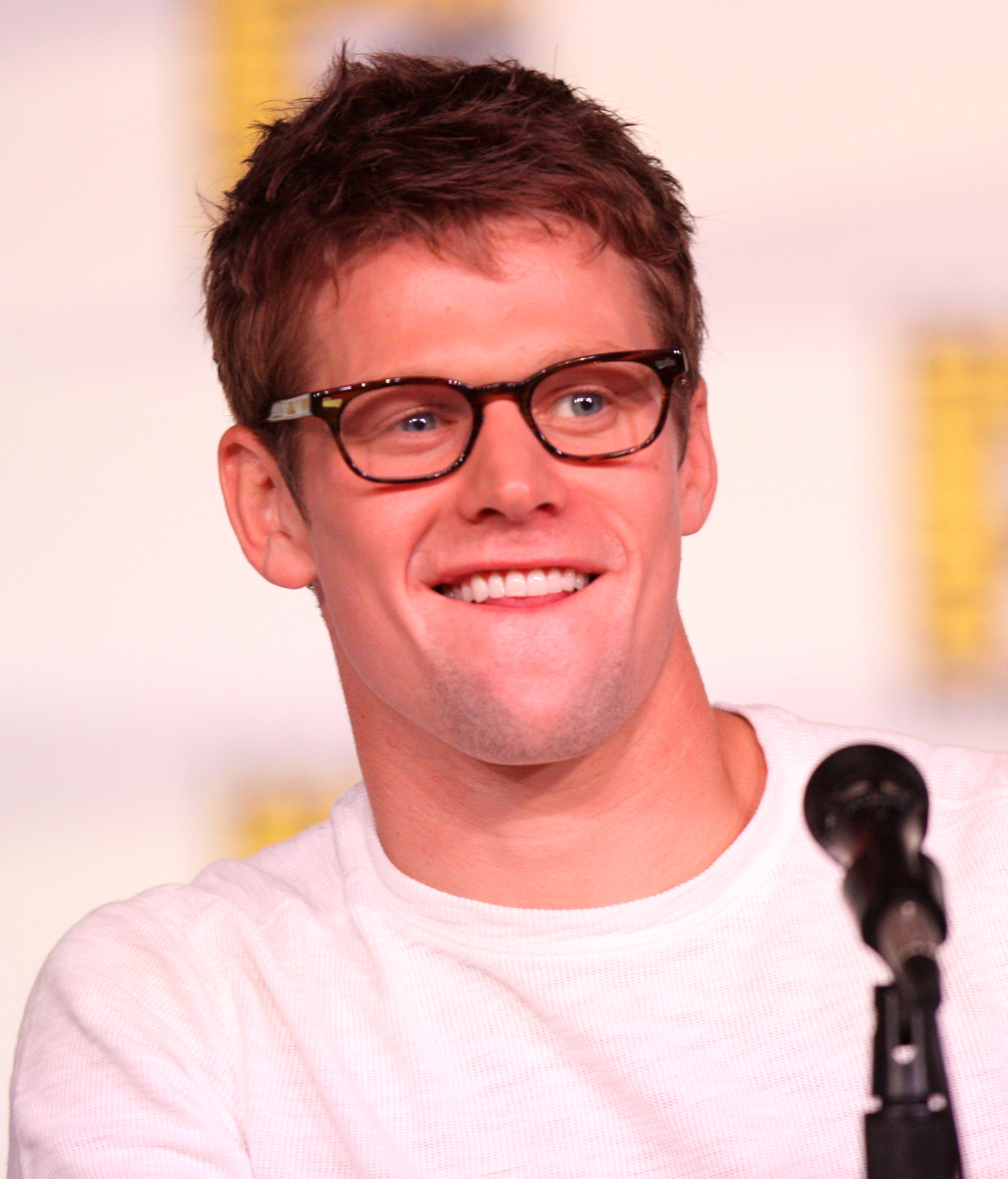
Zach Roerig interprète Matt Donovan
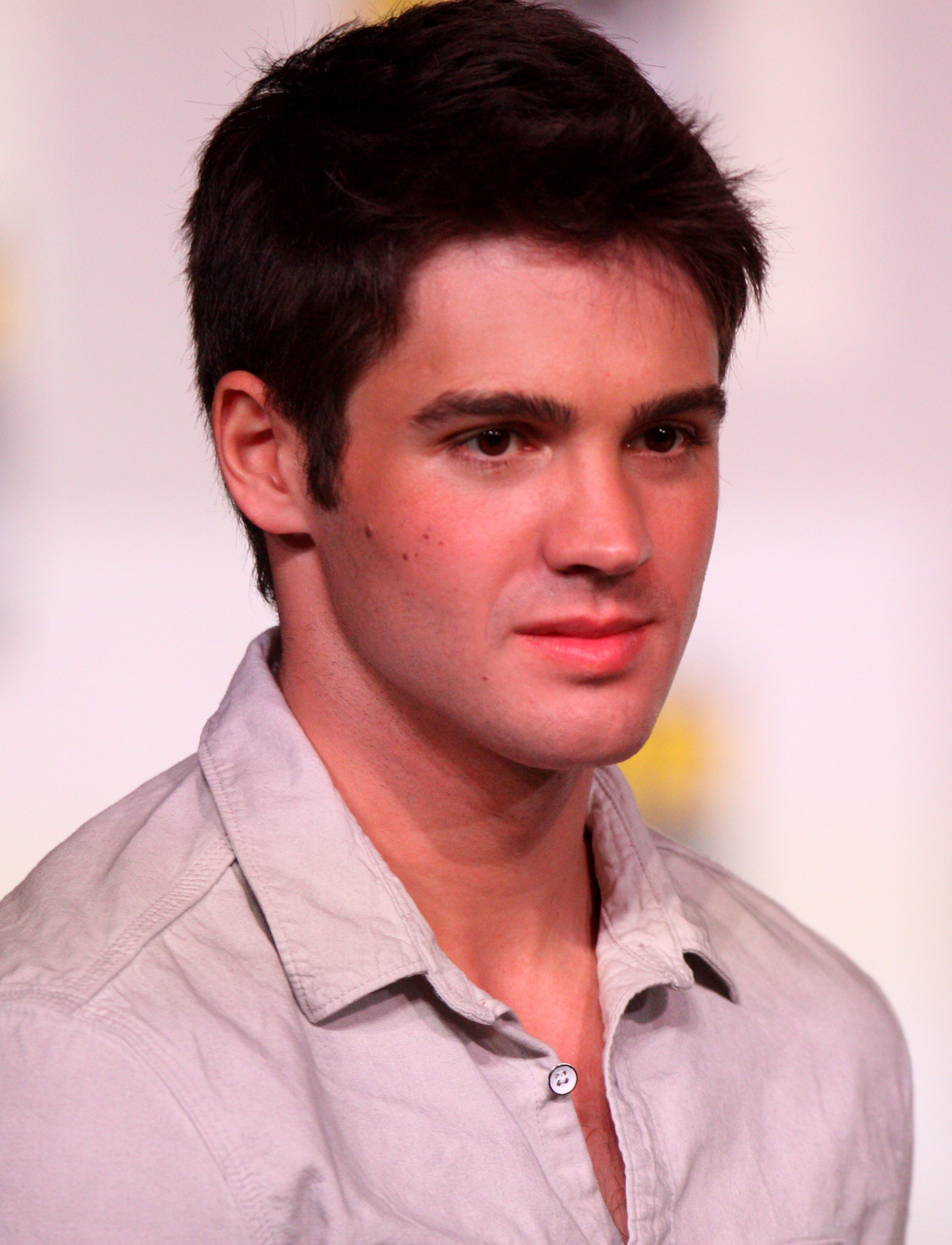
Steven R. McQueen interprète Jeremy Gilbert
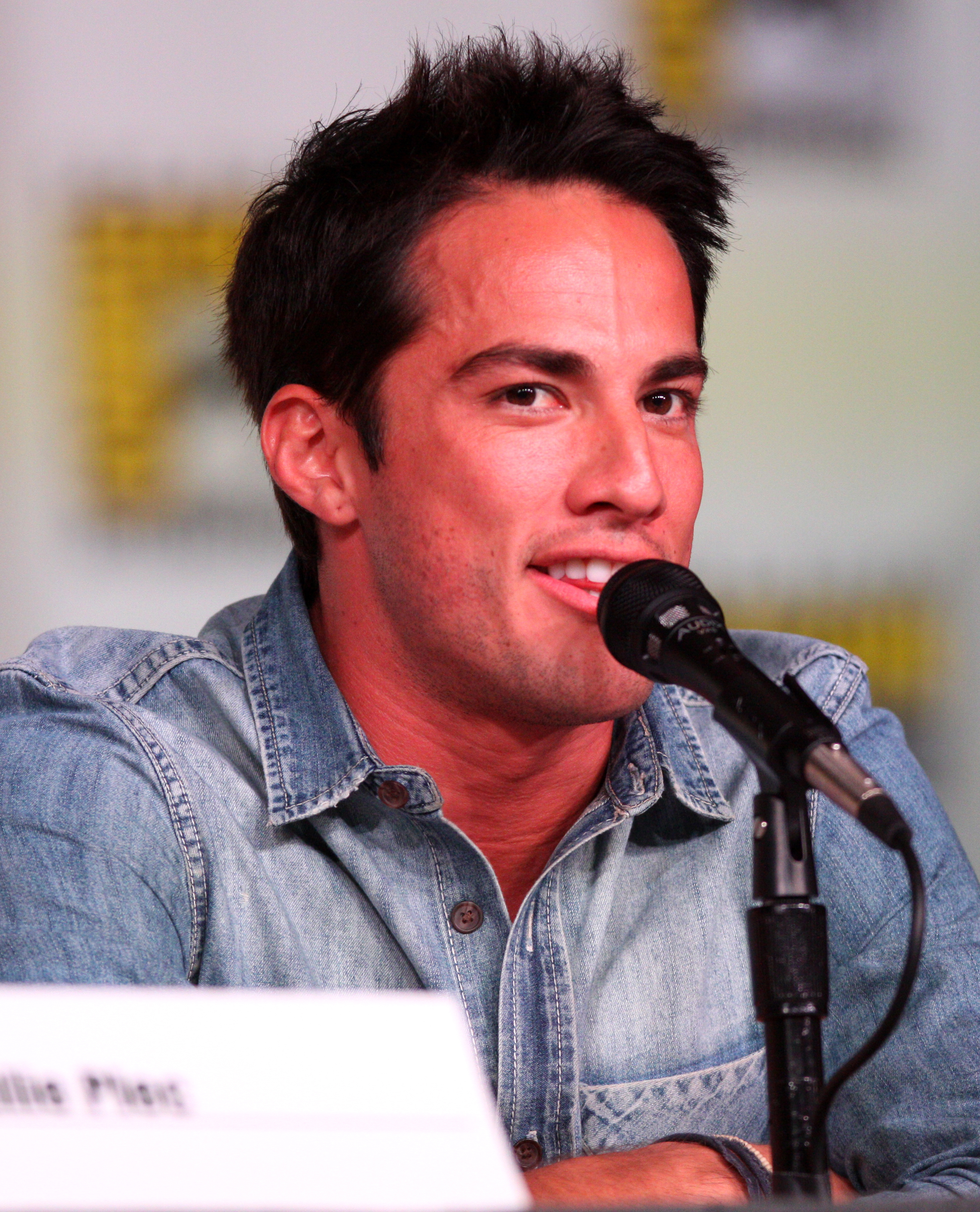
Michael Trevino interprète Tyler Lockwood
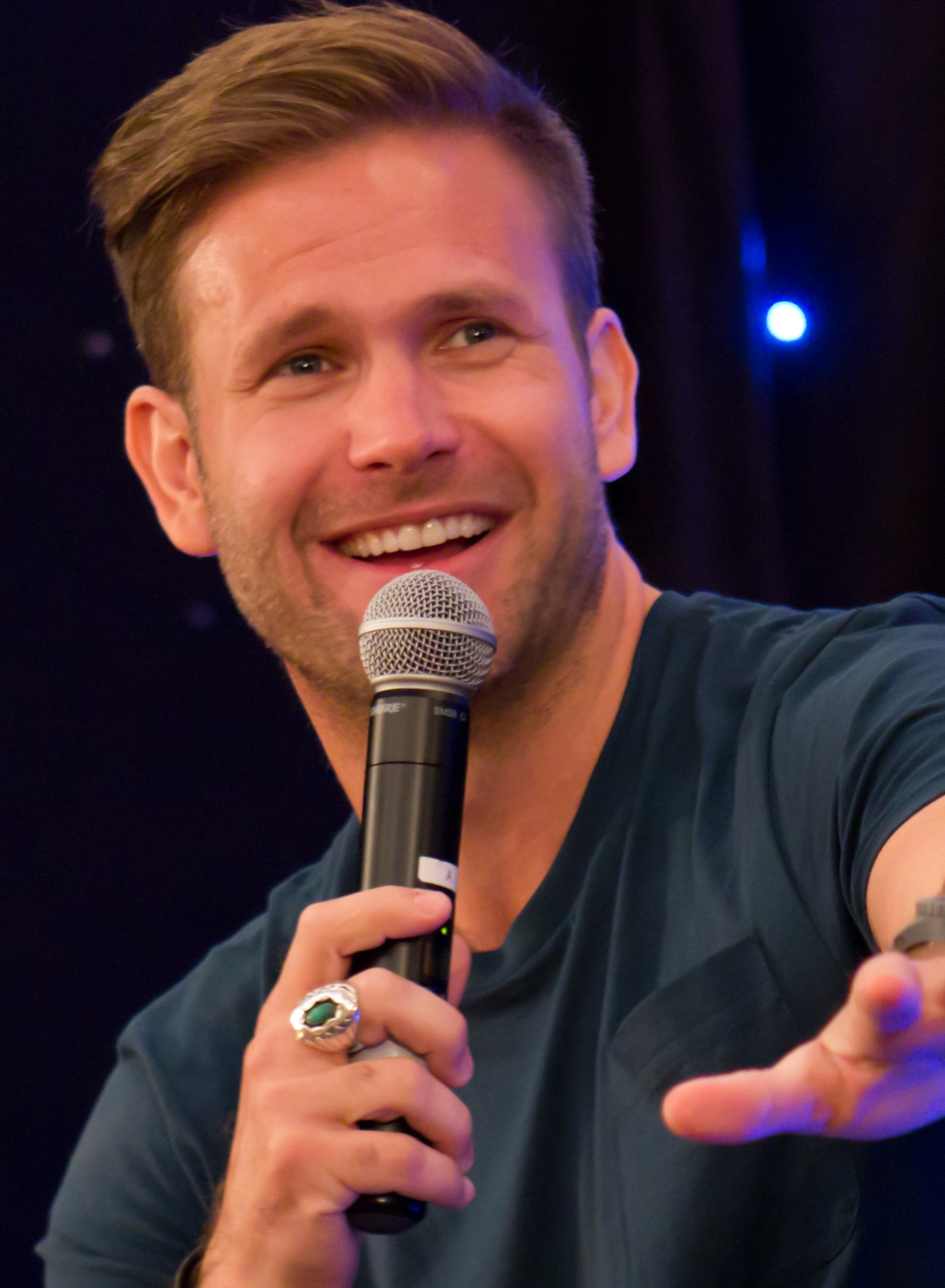
Matthew Davis interprète Alaric Saltzman
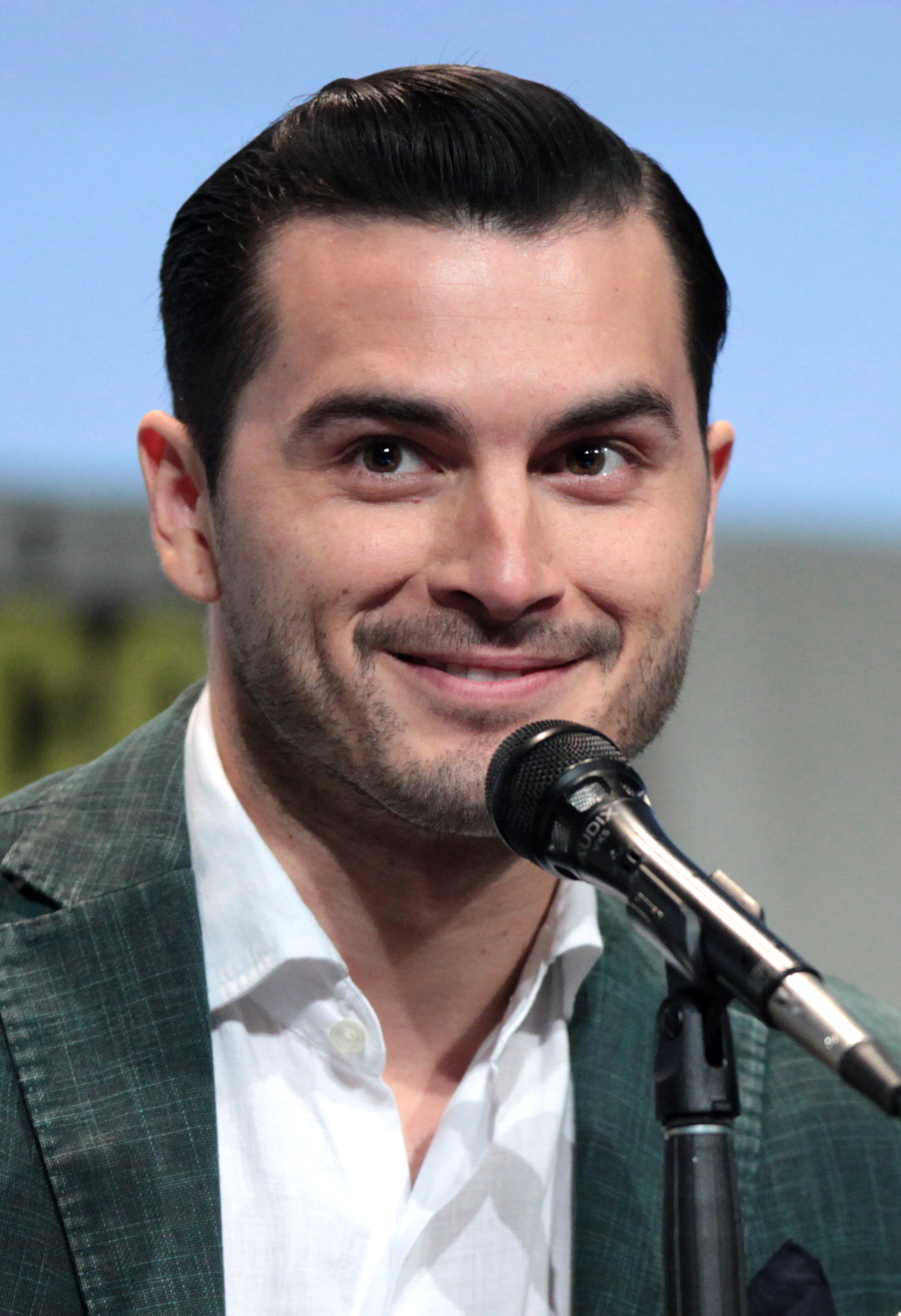
Michael Malarkey interprète Lorenzo «Enzo» St John
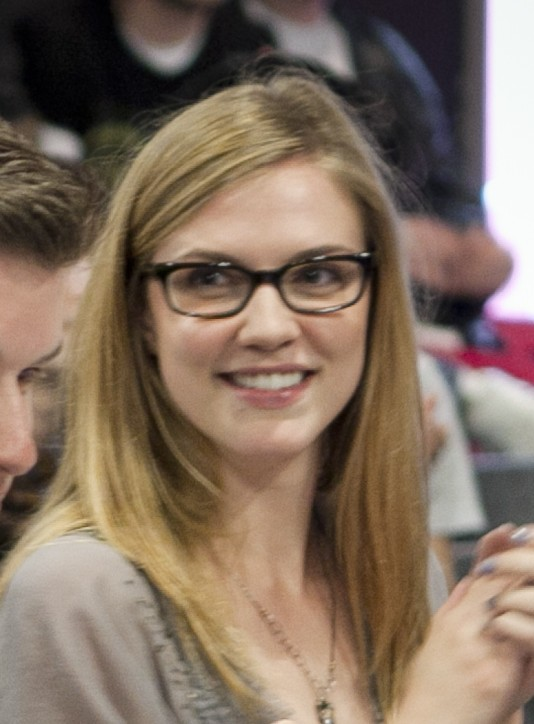
Sara Canning interprète Jenna
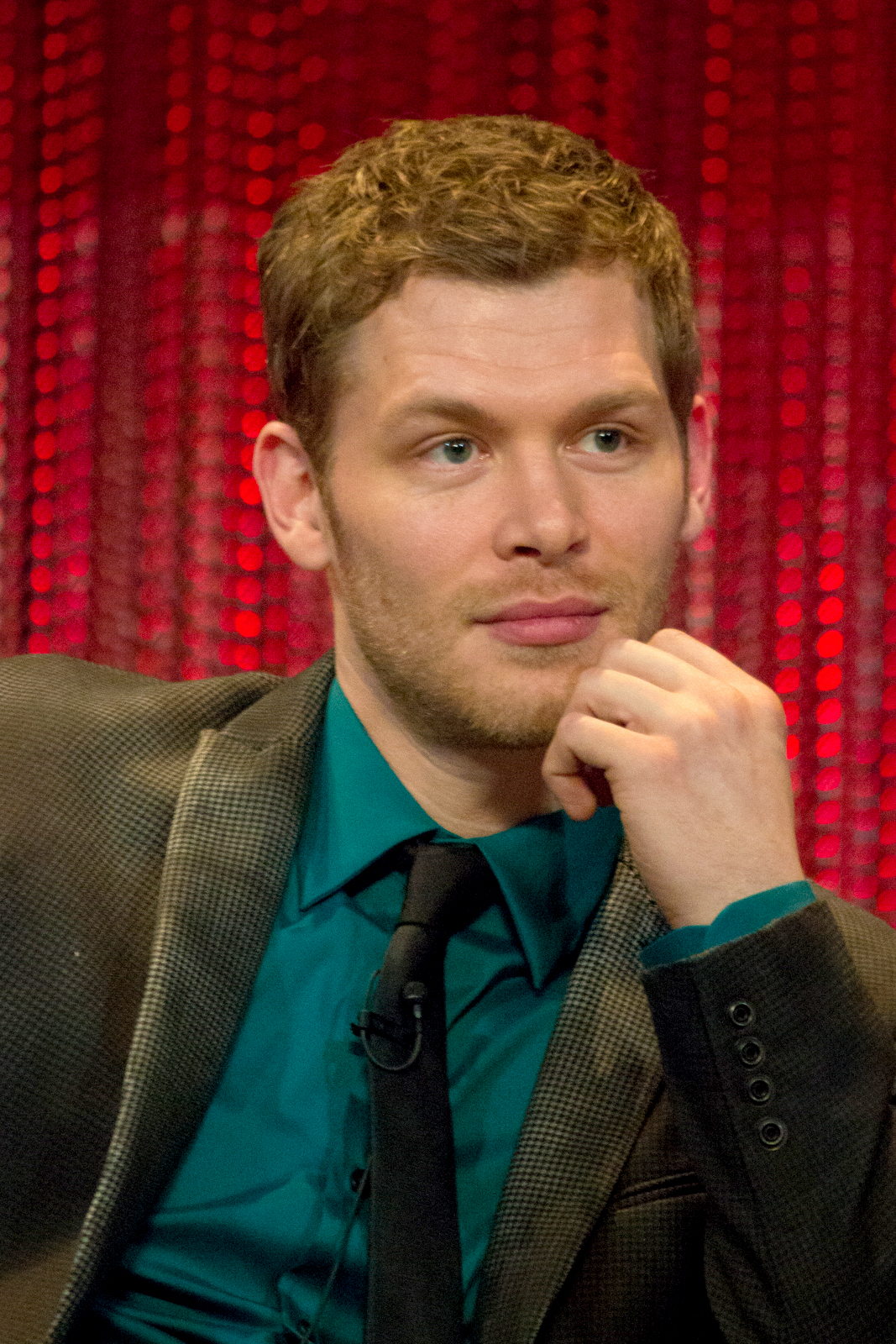
Joseph Morgan interprète Klaus

### Acteurs secondaires

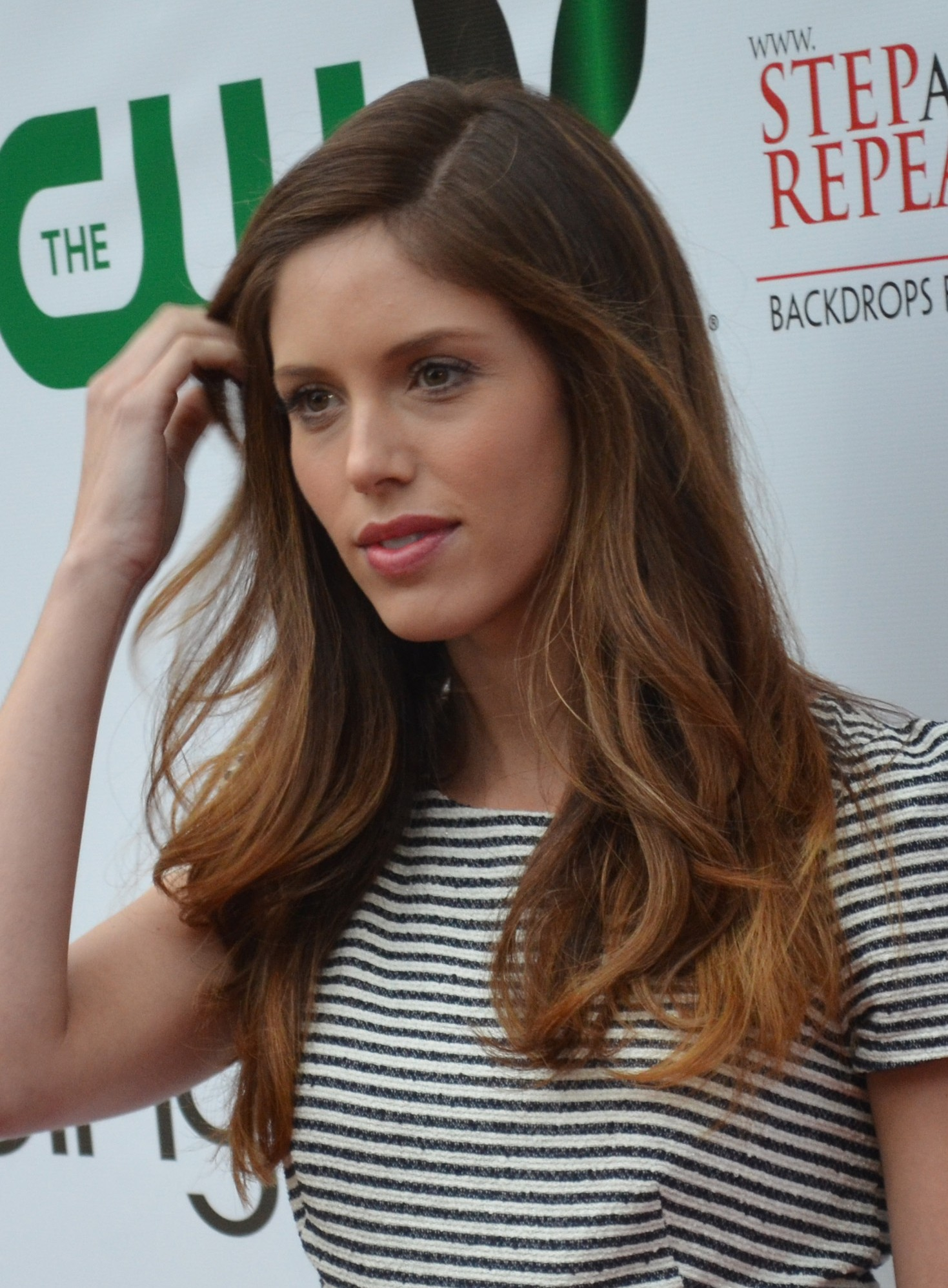
Kayla Ewell interprète Vicki

Note : Vu le grand nombre d'acteurs liés à cette série, seuls ceux présents tout au long de la série, au cours de plusieurs saisons et ceux ayant un rôle important sont listés ici.
Version française
- - Société de doublage : Dubbing Brothers[7],[8]
  - Direction artistique : Laura Préjean[7]
  - Adaptation des dialogues : Marina Raclot, Aurélie Cutayar, Margaux Lamy et Mélanie de Truchis[7]

 Source et légende : version française (VF) sur RS Doublage et Doublage Séries Database

## Production

### Développement

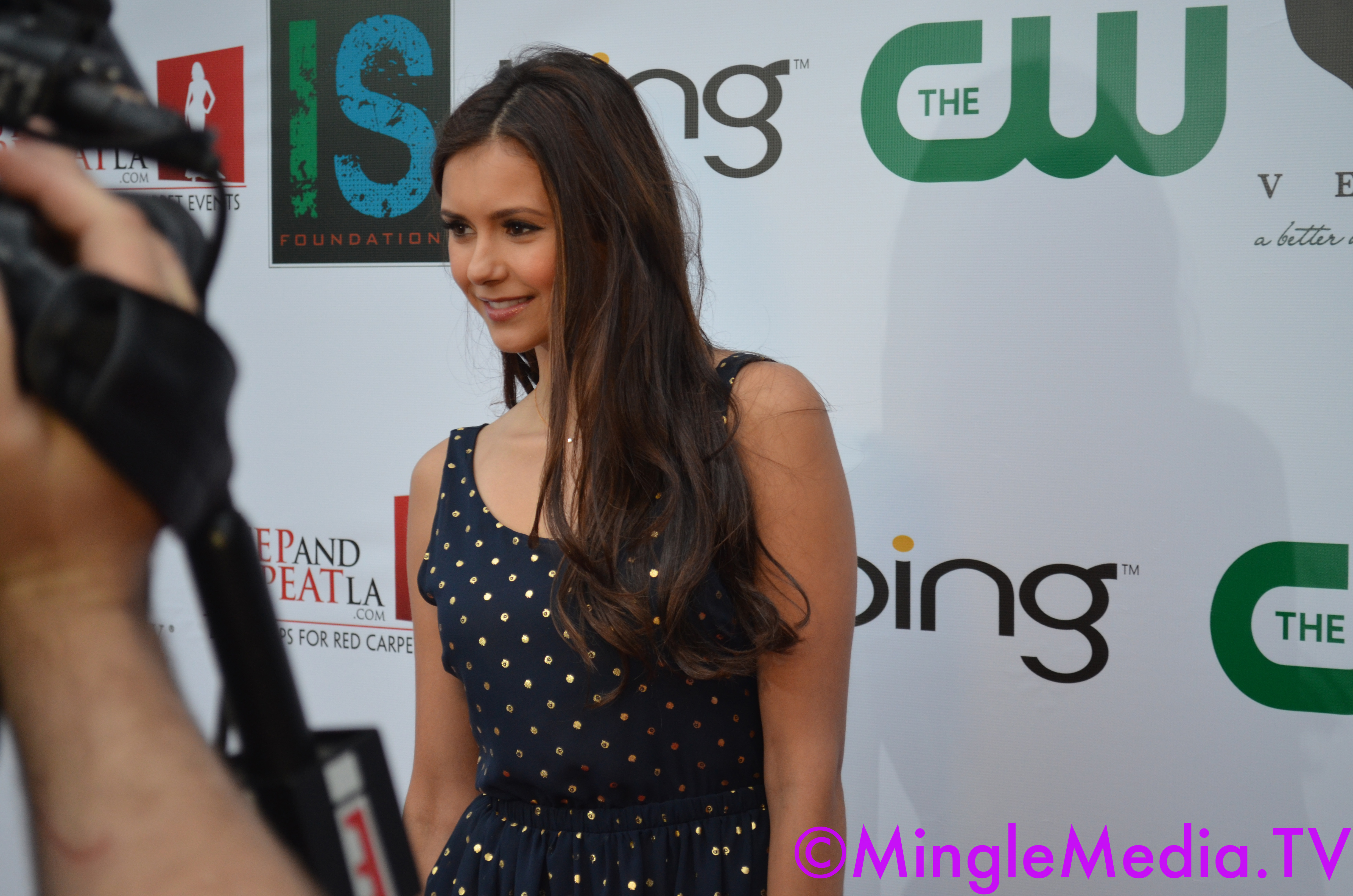
Nina Dobrev, lors de la promotion de la série, en avril 2012.

Après le flop du film d'horreur Cursed et l'annulation prématurée des séries Hidden Palms : Enfer au paradis et L'Île de l'étrange, Kevin Williamson était réticent à marquer son retour sur le petit écran avec Vampire Diaries. Il considérait le projet comme une sorte de copie des films Twilight (adaptés des romans de Stephenie Meyer) car l'histoire était à première vue la même, celle d'une fille qui tombe amoureuse d'un vampire.[réf. souhaitée] Julie Plec, (coscénariste de Williamson) l'a alors convaincu de poursuivre la lecture des romans, Le Journal d'un vampire.[réf. souhaitée]
Ce qui l'a particulièrement interpellé, c'est que chaque personnage du livre est lié à la perte et au désespoir. La série traite de la moralité, du contrôle, de la trahison, de la confiance et de l'amitié. Ce qu'il a apprécié dans les livres de L. J. Smith, c'est « le folklore qu'ils créent ». Lui et son équipe ont souhaité en faire « une série moderne, un soap opera sexy ». Dans la ville fictive de Mystic Falls (située en Virginie), beaucoup de choses se passent la nuit et il ne s'agit pas seulement des vampires. La mythologie — qui va au-delà des vampires — rappelle l'univers de la série Buffy contre les vampires.
En mai 2009, la chaîne The CW a officiellement commandé la série. Fin octobre de la même année, elle a obtenu 22 épisodes pour sa première saison.
Le 3 mai 2012, la série a été renouvelée pour une quatrième saison,, diffusée depuis le 11 octobre 2012. Celle-ci compte vingt-trois épisodes contrairement aux trois précédentes qui en comptaient vingt-deux.
Le 11 février 2013, la CW a renouvelé Vampire Diaries pour une cinquième saison.
Le 13 février 2014, la CW a renouvelé la série pour une sixième saison.
Le 11 janvier 2015, la CW a renouvelé la série pour une septième saison.
Le 11 mars 2016, la série a été renouvelée pour une huitième et dernière saison de seize épisodes.

### Attribution des rôles

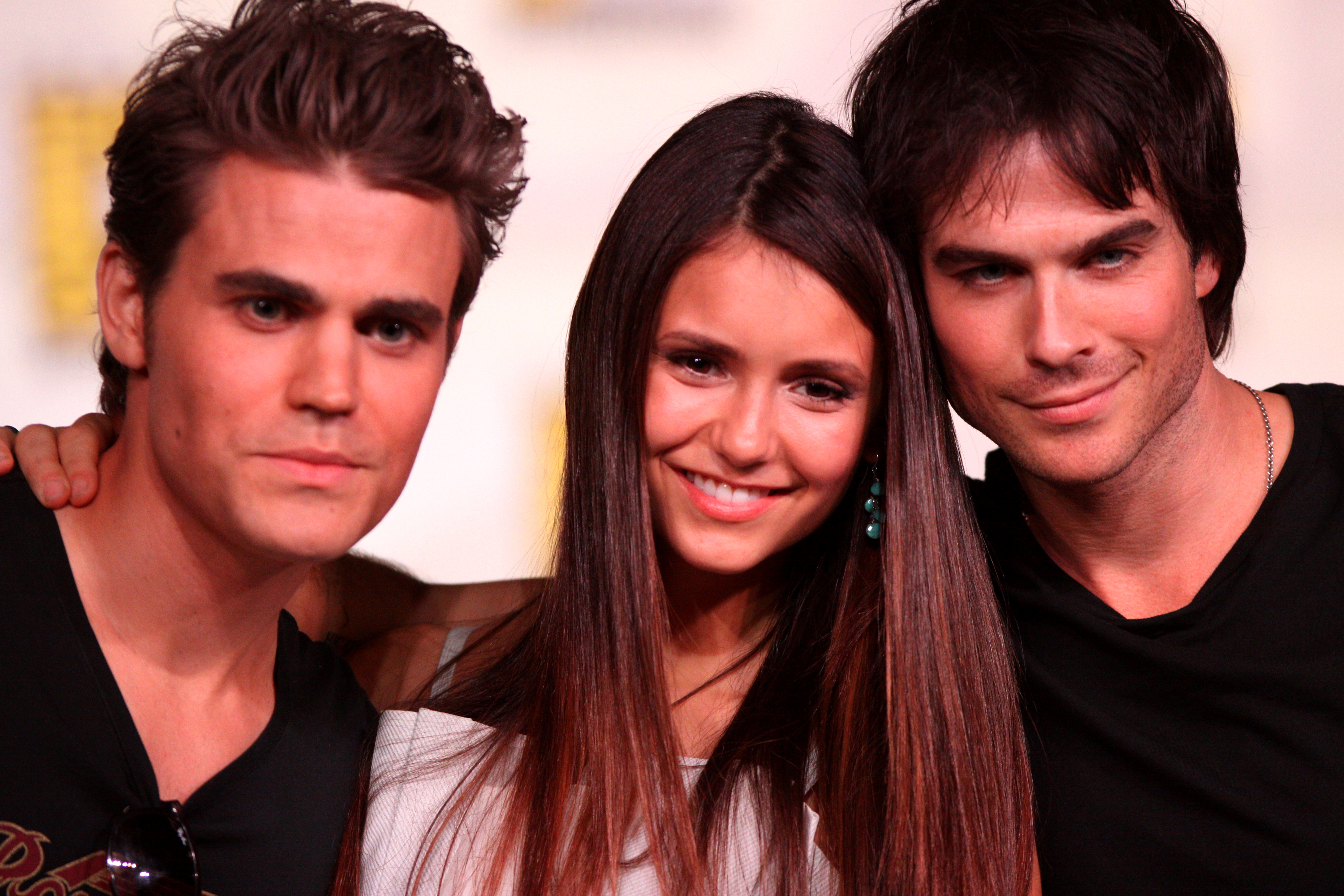
De gauche à droite : Paul Wesley, Nina Dobrev et Ian Somerhalder au Comic-Con 2012.

La première actrice contactée par les producteurs a été Ashley Tisdale. Demande de la chaîne The CW et la majorité des producteurs, les rôles d'Elena Gilbert et Katherine Pierce lui ont été proposés, mais la jeune femme a préféré décliner l'offre.
L'actrice Nina Dobrev n'a pas passé une audition traditionnelle pour obtenir les rôles d'Elena Gilbert et de Katherine Pierce, elle a été auditionnée par vidéo, tout comme Sara Canning pour interpréter Jenna Sommers.
Paul Wesley, Zach Roerig et Michael Trevino ont tous les trois auditionné pour le rôle de Damon Salvatore mais lorsque Ian Somerhalder s'est présenté à l'audition les producteurs ont su que le rôle de Damon Salvatore était fait pour lui.
Quant à Candice Accola (Caroline Forbes), c'était l'actrice qui avait le moins d'expérience, mais les producteurs n'ont pas regretté leur choix au vu de sa prestation dans la série. Elle devait au départ jouer les rôles d'Elena Gilbert et Katherine Pierce, mais les producteurs lui ont confié le rôle de Caroline Forbes après avoir visionné les essais de Nina Dobrev.
L'acteur James Van Der Beek (Dawson), a auditionné pour le rôle d'Alaric Saltzman, finalement attribué à Matthew Davis.
L'actrice Neve Campbell, qui connaît bien Kevin Williamson, scénariste de Scream, était quant à elle pressentie pour jouer Isobel Flemming. C'est finalement Mia Kirshner qui a obtenu le rôle.
Pour la deuxième saison de la série, les producteurs voulaient Sarah Michelle Gellar pour le rôle de Rose mais cette dernière a décliné l'offre.
L'acteur Michael Malarkey a obtenu le statut d'acteur principal lors de la sixième saison.
En avril 2015, l'actrice principale Nina Dobrev a annoncé son départ de la série à l'issue de la fin de la sixième saison faute d'emploi du temps lié au cinéma et Michael Trevino quitte son statut d'acteur principal pour le statut d'acteur récurrent lors de la septième saison. Plus tard, Nina Dobrev a effectué le temps d'un caméo une apparition vocale lors du dernier épisode de la septième saison.

### Tournage
Le tournage du pilote a été réalisé à Vancouver au Canada. Les autres épisodes de la série sont tournés à Atlanta et principalement à Covington en Géorgie, aux États-Unis.

## Fiche technique
- Titre original : The Vampire Diaries
- Titre français : Vampire Diaries
- Titre québécois : Journal d’un vampire
- Création : Julie Plec et Kevin Williamson, d’après la série de romans Le Journal d'un vampire de L. J. Smith
- Réalisation : Marcos Siega, J. Miller Tobin, Liz Friedlander, Kevin Bray, John Dahl et Joshua Butler
- Scénario : Julie Plec, L.J. Smith, Kevin Williamson, Brian Young, Barbie Kligman, Andrew Chambliss, Caroline Dries, Bryan Oh, Sean Reycraft, Bryan M. Holdman, Andrew Kreisberg, Gabrielle G. Stanton et Mike Daniels
- Direction artistique : Timothy David O'Brien
- Décors : Karen Bruck
- Costumes : Jennifer L. Bryan
- Photographie : Paul M. Sommers
- Montage : Joshua Butler, Lance Anderson, Sean Albertson et Shawn Paper
- Effets visuels : Entity FX
- Musique : Michael Suby
- Production : Pascal Verschooris, Caroline Dries, J. Miller Tobin et Sean Reycraft
  - Production exécutive : Bob Levy, Leslie Morgenstein, Julie Plec, Kevin Williamson et John Shiban
  - Coproduction : James L. Thompson III, Mike Daniels, Aida Rodgers et Bryan Oh
- Sociétés de production : Alloy Entertainment, Bonanza Productions, Outerbanks Entertainment, Sim Video, Warner Bros. Television et CBS Television Studios
- Sociétés de distribution : The CW Television Network (États-Unis), CTV/CTV Two (Canada), GO! (en) (Australie), ProSieben Television (Allemagne), Canal+ (France) (télévision)
- Pays d’origine :  États-Unis
- Langue originale : anglais
- Format : couleur - 35 mm - 1,78:1 - son Dolby Digital
- Genre : Drame, fantastique, horreur, romance
- Durée : 42 minutes par épisode
- Public : déconseillé aux moins de 10 ans (en France)

 Sauf indication contraire, les informations mentionnées dans cette section peuvent être confirmées par la base de données cinématographiques IMDb,  présente dans la section « Liens externes ».

### Similitudes et différences entre la série et les romans
Certains personnages tirés des romans gardent la même dénomination : Elena Gilbert, Stefan Salvatore, Damon Salvatore, Alaric Saltzman, Katherine Pierce et Caroline Forbes.
D'autres voient leur noms modifiés : Bonnie MacCullough devenue Bonnie Bennett, tante Judith devenue tante Jenna, Tyler Smallwood devenu Tyler Lockwood…
L'apparence physique de certains personnages est aussi changée : la blonde Elena devient brune dans la série, comme Bonnie qui était rousse et eurasienne dans les romans devient noire et afro-américaine dans la série.
Les grandes lignes des premiers romans ont leur représentation dans les premières saisons, bien que les détails ne soient pas présents : Elena tient un journal intime, ses parents sont morts dans un accident de voiture sur le pont Wickery, les frères Salvatore sont attirés par elle, eux qui ont été transformés par la même vampire Katherine, sosie d'Elena, Tyler devient un loup-garou en tuant quelqu'un, bien que ce ne soit pas en lien direct avec le tout-puissant vampire Klaus…
Mais les enjeux de la série ne sont pas les mêmes, certaines personnes divergent de leur appellation dans les romans : Bonnie est censée descendre des druides.  Cependant, dans la série c'est une sorcière ; les frères Salvatore ont été changés durant la Renaissance italienne dans les romans, alors que dans la série, c'est au XIXe siècle.
Certains personnages ont été ajoutés : le frère d'Elena, Jeremy, remplace la petite sœur Margaret des romans.
Meredith, une des meilleures amies d'Elena, a été supprimée. Une autre Meredith est présente dans la série mais, à part le nom, elles n'ont aucune similitude.

### Bande originale
La bande originale de Vampire Diaries, sortie le 12 octobre 2010, réunit de nombreux artistes comme Bat for Lashes, Goldfrapp, Gorillaz, Placebo, Smashing Pumpkins, etc.
The Vampire Diaries - Original Television Soundtrack
- Stefan’s theme - Mike Suby
- Running Up That Hill - Placebo
- Currency of Love - Silversun Pickups
- Hammock - Howls
- Sleep Alone - Bat for Lashes
- Bloodstream (Vampire Diaries Remix) - Stateless
- We Radiate - Goldfrapp
- Under the Stars – Morning Parade
- Head Over Heels - Digital Daggers
- Down - Jason Walker
- A Drop in the Ocean - Ron Pope
- Beauty of the Dark - Mads Langer
- Cut - Plumb
- All You Wanted - Sounds Under Radio featuring Alison Sudol of A Fine Frenzy
- The Fellowship - Smashing Pumpkins
- On Melancholy Hill (Feed Me Remix) – Gorillaz
- 1864 - Mike Suby
- Never Say Never - The Fray
- All I Need - Within Temptation

La chanson des The Pretty Reckless, Make Me Wanna Die, a été choisie pour la bande annonce originale de la deuxième saison.

## Épisodes
La série compte huit saisons. Les trois premières saisons ainsi que la cinquième, la sixième et la septième sont composées de vingt-deux épisodes alors que la quatrième saison en compte vingt-trois et que la huitième saison en compte seize.

## Diffusion
| Saisons | Saisons | Épisodes | États-Unis / Canada                 | États-Unis / Canada | États-Unis / Canada | France                                   | France        | Québec                                   | Québec | Belgique                              | Belgique | Suisse                                | Suisse   |
| Saisons | Saisons | Épisodes | Dates de diffusion                  | Chaîne États-Unis   | Chaînes Canada      | Dates de diffusion                       | Chaîne        | Dates de diffusion                       | Chaîne | Dates de diffusion                    | Chaîne   | Dates de diffusion                    | Chaîne   |
| ------- | ------- | -------- | ----------------------------------- | ------------------- | ------------------- | ---------------------------------------- | ------------- | ---------------------------------------- | ------ | ------------------------------------- | -------- | ------------------------------------- | -------- |
|         | 1       | 22       | du 10 septembre 2009 au 13 mai 2010 | The CW              | CTV                 | du 29 août 2010 au 22 octobre 2010       | Canal+ Family | du 3 septembre 2010 au 1er novembre 2011 | V      | du 7 novembre 2010 au 16 janvier 2011 | La Deux  | du 1er janvier 2011 au 12 mars 2011   | RTS Deux |
|         | 2       | 22       | du 9 septembre 2010 au 12 mai 2011  | The CW              | /A\                 | du 9 septembre 2011 au 28 octobre 2011   | Canal+ Family | du 8 novembre 2011 au 13 septembre 2013  | V      | du 30 octobre 2011 au 8 janvier 2012  | La Deux  | du 12 janvier 2012 au 22 mars 2012    | RTS Deux |
|         | 3       | 22       | du 15 septembre 2011 au 10 mai 2012 | The CW              | CTV Two             | du 31 août 2012 au 19 octobre 2012       | NT1           | du 4 avril 2014 au 29 août 2014          | V      | du 25 novembre 2012 au 3 février 2013 | La Deux  | du 4 octobre 2012 au 13 décembre 2012 | RTS Deux |
|         | 4       | 23       | du 11 octobre 2012 au 16 mai 2013   | The CW              | CTV Two             | du 6 septembre 2013 au 1er novembre 2013 | NT1           | du 1er mars 2015 au 2 août 2015          | V      | NC                                    | La Deux  | NC                                    | RTS Un   |
|         | 5       | 22       | du 3 octobre 2013 au 15 mai 2014    | The CW              | CTV Two             | du 29 août 2014 au 10 octobre 2014       | NT1           | du 2 février 2017 au 29 juin 2017        | VRAK   | NC                                    | La Deux  | NC                                    | RTS Un   |
|         | 6       | 22       | du 2 octobre 2014 au 14 mai 2015    | The CW              | CTV Two             | du 10 janvier 2016 au 28 février 2016    | Série Club    | du 8 septembre 2017 au 2 février 2018    | VRAK   | NC                                    | La Deux  | du 20 mai 2015 au 1er août 2015       | RTS Un   |
|         | 7       | 22       | du 8 octobre 2015 au 13 mai 2016    | The CW              | CTV Two             | du 13 janvier 2017 au 10 mars 2017       | Série Club    | du 9 février 2018 au 6 juillet 2018      | VRAK   | NC                                    | La Deux  | NC                                    | RTS Un   |
|         | 8       | 16       | du 21 octobre 2016 au 10 mars 2017  | The CW              | CTV Two             | du 1er juin 2017 au 22 juin 2017         | NT1           | du 7 septembre 2018 au 21 décembre 2018  | VRAK   | NC                                    | La Deux  | NC                                    | RTS Un   |

Note : Lors de programmations françaises sur TF1 ou NT1, la plupart des épisodes ont été diffusés en version censurée selon l'horaire de diffusion.

## Saisons

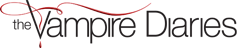
Le titre principal.

### Première saison (2009-2010)
La première saison introduit l'univers d'Elena Gilbert, jeune lycéenne de 17 ans qui vit à Mystic Falls en Virginie, et de son frère Jeremy, âgé de 15 ans. Depuis la mort de leurs parents lors d'un accident de voiture, ils vivent avec leur tante et tutrice légale, Jenna Sommers. Lors de la rentrée des classes, Elena fait la rencontre de Stefan et Damon Salvatore, deux frères que tout oppose et qui sont en réalité des vampires. Si Stefan a pris l'habitude de se nourrir de sang animal, éprouvant de la compassion pour les humains, Damon est quant à lui un vampire cruel et sanguinaire, qui aime à traquer ses victimes avant de les vider de leur sang. Elena finit par découvrir leur secret et elle entame une relation amoureuse avec Stefan. Au fur et à mesure des épisodes, Elena se lie d'amitié avec Damon et tente de raviver son humanité. Elle découvre également qu'elle a un double vampire, Katerina Petrova (dite Katherine Pierce), amante des frères Salvatore par le passé.

### Deuxième saison (2010-2011)
Dans la deuxième saison, Stefan, Elena et Damon reçoivent une visite funeste. Katherine qui était normalement enfermée dans un tombeau, est revenue à Mystic Falls et déclenche un complot maléfique dont elle a le secret. Les Originels, les vampires les plus vieux et les plus dangereux au monde, pourchassent Elena, qui se découvre un lien terrible avec leur monde.
Et désormais, les vampires ne sont plus la seule menace en ville. Au clair de lune, des loups-garous errent à la recherche de victimes. Leurs morsures sont fatales, elles tuent les vampires. Seul remède : le sang de Klaus Mikaelson, le plus vieil hybride du monde.

### Troisième saison (2011-2012)
Lors de la troisième saison, Elena est déstabilisée par Stefan qui, depuis qu'il a rejoint Klaus, semble avoir perdu son humanité. De son côté, Klaus tente tant bien que mal de créer d'autres hybrides afin de rassembler une armée de fidèles pour contrer ceux qui s'opposent à lui. Il découvre que le sang d'Elena est la clef de leur création et oblige Stefan à être son homme de main pour surveiller Elena. Damon et Elena se rapprochent peu à peu, tandis que Caroline entame une relation amoureuse avec Tyler, qui devient le premier hybride (mi vampire-mi loup-garou) de Klaus. Jeremy, quant à lui, est obsédé par des visions d'Anna et Vicki, ses ex-copines décédées, qui surviennent depuis qu'il a été ressuscité par Bonnie, sa petite amie actuelle. Un mystérieux assassin ayant pour cible les membres du « conseil des fondateurs » sème la terreur à Mystic Falls. Il y a également les autres membres de la famille des vampires Originels qui arrivent en ville; Rebekah, la sœur cadette de Klaus et Elijah, Finn et Kol, leurs frères, mais aussi leurs parents : la puissante sorcière Esther, et le non moins célèbre Mikael, le vampire chasseur de vampire.
Plus tard, Matt et Elena ont un accident, provoqué par Rebekah. Stefan accourt pour les sauver, il sauve d’abord Matt sur demande d’Elena. Mais Elena finit par mourir dans cet accident. Finalement, Elena se réveille pour la première fois en vampire, étant donné qu’elle avait en elle du sang de vampire qui est la clé pour devenir un vampire.

### Quatrième saison (2012-2013)
Durant la quatrième saison, un nouvel antagoniste apparaît, Connor Jordan, un chasseur membre d'un groupe de cinq apparus il y a 900 ans, qui possède un remède capable de guérir le vampirisme.
Stefan et Klaus se lancent à la recherche de ce remède afin de guérir Elena de sa condition de vampire avant que celle-ci ne perde son humanité et afin que Klaus puisse à nouveau créer de nouveaux hybrides. Pendant ce temps, Elena se rapproche de Damon, se rendant compte qu'elle a bien plus en commun avec lui qu'avec Stefan.
Cependant, Stefan et Caroline s'aperçoivent et comprennent qu'Elena est asservie à Damon car elle a été transformée en vampire grâce au sang de ce dernier.
Bonnie, Jeremy, Elena, Damon, Stefan, Rebekah et le professeur Shane partent chercher le remède contre le vampirisme sur une île. Et ils découvrent qu'il n'existe qu'une dose de remède et que tout le monde le recherche, y compris Katherine. Celle-ci rend Elena inconsciente et se fait passer pour cette dernière, elle oblige Jeremy à donner son sang à Silas pour le réveiller.
Quand Elena reprend enfin conscience, elle voit le cadavre de son frère, vidé de son sang, elle ignore que, même s'il porte sa bague, il ne se relèvera pas de la mort puisque lui-même est devenu un être surnaturel en tant que chasseur.
Pendant que le corps de son frère se décompose, Stefan explique à Caroline qu'il ne ressuscitera pas, Elena croit que Jeremy n'est plus un être immortel car, quand il est mort, ses tatouages ont disparu. Au fil du temps elle se rend compte qu'il ne pourra plus revenir à la vie et Damon intervient et lui dit de déconnecter son humanité pour ne plus souffrir de la mort de toute sa famille.
Elena devient alors un vampire comme Katherine, n'ayant aucune part d'humanité en elle. Elle devient aussi amie avec Rebekah, avec qui elle était ennemie auparavant. Stefan et Damon tentent par tous les moyens de lui rendre son humanité.
Lors du dernier épisode de cette saison, tout le monde a obtenu son diplôme. Elena qui devait faire son choix entre les frères Salvatore, a choisi Damon. Stefan, attristé par cette nouvelle, décide de partir de Mystic Falls pour aller vivre ailleurs. Klaus décide de laisser revenir Tyler en ville et déclare à Caroline ce qu'il ressent pour elle.
Pendant ce temps, Katherine prend le remède pour redevenir humaine car Elena lui a enfoncé au fond de la gorge. Elena reste toujours un vampire. De plus, Bonnie, qui se retrouve obligée de lever le voile qui separe le monde des vivants de l'autre côté. Ce qui permet aux fantômes de revenir, meurt pour sauver Jeremy qui était décédé. Lorsqu'il se rend compte qu'elle est morte, elle demande à Jeremy de dire à ses amis qu'elle est partie en vacances. Au même moment de la mort de Bonnie, Silas se libère du sort qu'elle lui avait jeté et avoue la vérité à Stefan qui était en train de se débarrasser du corps. Stefan est en fait le double de Silas. Ce dernier l'enferme dans un coffre-fort et balance son corps à l'eau.

### Cinquième saison (2013-2014)
Dans la cinquième saison, Elena et Caroline entrent à l'université. Jeremy rentre à Mystic School, celui-ci est le seul à voir Bonnie, décédée précédemment. Silas ayant pris la place de Stefan à Mystic Falls teste ses nouveaux pouvoirs, alors que Stefan souffre dans son coffre-fort au fond de la carrière, où il ne cesse de se noyer.
À l'université, Elena et Caroline rencontrent leur nouvelle colocataire Megan, soupçonnée d'être au courant de l'existence des vampires et du fait qu'Elena et Caroline en soit aussi. Mais Megan est attaquée par un vampire et Elena découvre que Megan connaissait son père. À Mystic Falls, Silas hypnotise toute la population pour retrouver Katherine, maintenant humaine et la ville voit l'arrivée des « Voyageurs », un vieux peuple de sorciers dont faisait partie Silas et Qetsyiah, il y a 2000 ans.
Un des voyageurs prend possession de Matt pour qu'ils sachent où se trouve Katherine et pour empêcher Silas de la capturer car Katherine ayant pris le remède, celui-ci coule dorénavant dans ses veines. Elena rencontre Silas et le prend pour Stefan. Il lui dit que Jeremy a été renvoyé et la contraint à vouloir tuer Damon. Mais ce dernier la ramène à la raison. Elle sait maintenant que Stefan souffre. Le shérif sort un coffre du lac, Damon et Elena l'ouvrent et aperçoivent un cadavre vidé de son sang. Stefan est sorti et a faim.
Stefan au bord de la mort est sauvé par Qetsyiah, voyant que ses chasseurs ont échoué dans leur mission de tuer Silas, elle est revenue, elle aide Stefan. Elle lui apprend que Silas et Amara, la fille avec qui il l'a trompé, étaient les ancêtres de Stefan et Elena et donc les premiers doubles. Qetsyiah utilise un sort sur Stefan pour affaiblir Silas, mais Stefan perd la mémoire. Elena essaye de faire revenir la mémoire de Stefan en recommençant à zéro et voit ses sentiments pour Stefan revenir.
Plus tard, Katherine rencontre sa fille Nadia. Bonnie devient l'ancre et revient d'entre les morts. Silas, Amara et Qetsiyah sont morts.
De son côté, Damon décide de rompre avec Elena. Tandis que Katherine devient mourante et sa fille Nadia lui montre comment survivre en prenant possession du corps d'un autre (Katherine étant issue d'une lignée de voyageurs).
Katherine demande à Elena de lui injecter la dernière seringue de drogue pour la tuer. Cependant, Katherine en profite pour prendre possession du corps d'Elena en utilisant la formule que sa fille lui a donné. Personne ne s'est rendu compte que Katherine est maintenant dans le corps d'Elena. Elle décide alors de vivre la vie d'Elena qu'elle pense être parfaite et va à l'université.
Durant les cours, Elena / Katherine, Caroline, Bonnie, Jeremy et Matt décident d'aller à la fête organisée par Tyler. Caroline révèle à Katherine qu'elle a couché avec Klaus en secret et que personne ne le sait. Katherine fait exprès de le dire fort pour que Tyler l'entende. À l'annonce de cette nouvelle, il se met dans une grande colère mais Caroline essaye de le calmer quand Stefan intervient et calme l'hybride tourmenté. Caroline part en larmes et Stefan dit à Tyler que malgré son acte, elle ne méritait pas ça.
Pendant ce temps, Mia, une sorcière qui s'est associée avec Katherine et sa fille, Nadia, prépare le rituel pour que l'esprit de Katherine reste dans le corps d'Elena à jamais. Quand elle arrive sur place, le rituel commence et fonctionne puis elle retourne à la fête. Elle décide de rompre avec Damon, qui ne comprenant pas cette rupture, cherche une explication valable mais elle refuse d'échanger sur le sujet. Car Katherine n'a qu'un objectif : récupérer Stefan. Quand ce dernier s'en aperçoit il en parle avec Caroline et grâce au couteau des voyageurs il parvient à faire sortir Katherine du corps d'Elena mais cette dernière est infectée par un virus mortel. Stefan est alors obligé de se rendre aux voyageurs en échange de l'antidote. Les voyageurs se servent de Stefan pour retrouver son dernier double et le tuer, ce qui fait de Stefan et Elena les deux derniers doubles. Les voyageurs se servent aussi de leur sang pour faire revenir leur chef Markos.
Damon et Elena, malgré leur amour, restent séparés mais sont obligés de se voir lorsqu'elle est poursuivie avec Stefan par les voyageurs. Ils sont retrouvés par Markos qui les vide de leurs sang. À la suite de cela, Mystic Falls devient une ville sans magie et tout le monde est obligé de partir. Julian, un voyageur qui a pris possession du corps de Tyler, veut venger sa femme morte. Lorsque Caroline tente de tuer Julian, Stefan s'interpose et Julian lui arrache le cœur. Plus tard, Damon et Elena déclenchent l'explosion du Mystic Grill avec tous les voyageurs à l'intérieur qui passent à travers Bonnie, ce qui lui permettra de ramener Stefan. Une fois tous les voyageurs retournés de l'autre côté, Elena, Stefan, Tyler, Enzo, Luke et Alaric sont de retour chez les vivants grâce à Liv qui a réalisé le sort mais Damon qui est arrivé trop tard reste bloqué de l'autre côté, plongeant Elena et Stefan dans un profond chagrin. Damon assiste avec Bonnie à la destruction de l'autre côté.

### Sixième saison (2014-2015)
Dans la sixième saison, quatre mois se sont écoulés depuis que Damon et Bonnie sont restés bloqués de l'autre côté. Chacun a tenté d'aller de l'avant. Elena se drogue pour avoir des hallucinations de Damon mais cela la rend dangereuse ce qui pousse la jeune femme à oublier son amour pour Damon en demandant à Alaric, revenu d'entre les morts en Vampire Originel, de lui effacer ses souvenirs. Elena se souvient à présent des mauvaises choses faites par Damon et le prend pour un monstre. Elle en profite pour se rapprocher de Liam qui fait comme elle des études de médecine.
Stefan a quitté Mystic Falls pour la ville de Savannah où il travaille comme mécanicien et a une nouvelle petite amie Ivy. Celle-ci est transformée en vampire par Enzo. Quant à l'amitié de Stefan et Caroline elle est brisée et la jeune femme comprend qu'elle éprouve pour lui plus que de l'amitié. Elle se rapproche d'Enzo qui est présent pour elle.
De leur côté, Jeremy et Matt vivent toujours à Mystic Falls désormais une ville sans magie où seul les humains peuvent vivre. Jeremy sort avec Sarah qui est de la famille de Stefan et Damon mais il ne se remet pas de la mort de Bonnie. Matt a rejoint Tripp un chasseur de vampires qui a tué Ivy en lui faisant franchir la frontière puis a kidnappé Enzo dénoncé par Stefan.
Damon et Bonnie se retrouvent en 1994 où ils revivent depuis quatre mois le même jour en boucle, le 10 mai. Ils font la connaissance de Kai un jeune homme pris au piège depuis très longtemps pour avoir tué sa famille et venant d'une lignée de sorciers appelée la convention des Gémeaux. Ils trouvent le moyen de rentrer grâce à une éclipse et Bonnie retrouve ses pouvoirs. Elle se sacrifie et renvoie Damon parmi les vivants. Tyler se rapproche de Liv et la jeune fille lui vient en aide pour éviter qu'il redevienne un loup.
Damon revient parmi les vivants et souhaite retrouver Elena et son frère. Stefan est très surpris mais heureux de le revoir. Lors de leurs retrouvailles, Damon se rend compte que plus rien n'est comme avant. Alaric a aidé Elena à l'oublier et Stefan a tourné la page. Plus tard, Alaric redevient humain à cause de la barrière anti-magie et est sauvé in extremis par Jo, qui est une sorcière. Caroline, blessée émotionnellement, ne veut plus être amie avec Stefan. Jeremy pleure Bonnie, Enzo est libre et Damon tente de rendre ses souvenirs à Elena. Elena et Caroline organisent Friendsgiving et ont invité Tyler, Liv, Luke, Jo et Liam. Stefan, Damon et Alaric sont à la recherche d'information à propos du coven des Gemini et c'est là qu'ils rencontrent Joshua Parker, le père de Liv et Luke. Elena et Caroline découvrent que Jo est la sœur jumelle de Kai mais également la grande sœur de Liv et Luke. Kai emmène Bonnie à Portland et la blesse pendant qu'il s'enfuit avec le poignard contenant la magie de Jo mais avec aussi l'ascendant. Bonnie reste bloquée seule en 1994. Elena rompt avec Liam et se rapproche de Damon. Caroline et Stefan commencent à se réconcilier. Kai est libre et sème la terreur. Elena et Damon se rendent en 1994 pour ramener Bonnie mais leur plan échoue. Stefan apprend que Sarah ment. Matt veut tuer Enzo et demande l'aide de Jeremy. C'est Noël, Bonnie se souvient des Noël passés avec Elena et Caroline. Caroline apprend que sa mère a un cancer et qu'elle n'a plus beaucoup de temps ce qui la rapproche de Stefan. Kai kidnappe Jo et veut fusionner avec elle. Jo récupère sa magie pour protéger Liv et Luke. Damon est agressé par Kai qui vole la magie des voyageurs et brise le sort sur Mystic Falls. Matt veut tuer Enzo mais se retrouve piégé. Stefan et Damon rentrent au manoir plus unis que jamais. Jeremy souffre. Elena veut se remettre avec Damon mais Kai l'a rendue invisible aux yeux des autres et la kidnappe. Il la retient au lycée pour exercer ses pouvoirs sur elle. Damon la retrouve et stoppe Kai. La fusion a lieu entre Kai qui est réveillé et Luke. Luke meurt et cette fusion change Kai. Caroline et Stefan se rapprochent plus que jamais et s'embrassent. Damon et Elena se retrouvent. Enzo veut transformer Sarah. Et Jeremy quitte Mystic Falls pour chasser les vampires.
Bonnie est de retour après 8 mois passés en 1994. Caroline perd sa mère et fait taire ses émotions. Stefan comprend qu'il aime Caroline. Jo donne sa magie a Kai pour éviter qu'il meure ce qui entraînerait la mort du clan Gemini entier. Kai lui apprend qu'elle est enceinte et Alaric la demande en mariage. Matt et Tyler veulent devenir policiers. Damon découvre que sa mère est toujours en vie, grâce au retour de Bonnie qui a filmé celle-ci avec sa caméra, et qu'elle est bloquée en 1903 dans une prison temporelle. Caroline menace de tuer Sarah Salvatore par le biais de Liam qu'elle a hypnotisé. Elle va donc contraindre Stefan de faire taire son humanité lui aussi, dans le cas contraire elle dirait à Liam d'en finir avec Sarah. Stefan fait donc ce que Caroline attend, juste au moment où Elena arrive à l'hôpital Withmore pour empêcher Liam de tuer Sarah.
Damon, Elena, Bonnie et Kai retournent en 1903 chercher la mère de Stefan et de Damon pour que Stefan retrouve son humanité car il croyait qu'elle était morte. Pendant ce temps, Stefan et Caroline se confrontent car Stefan veut que Caroline ne contrôle plus sa soif de sang. Il finit par réussir et passe la nuit dans les bras de Caroline. Lors du rituel, Bonnie a piégé Kai pour qu'il reste coincé en 1903 pour toujours. Lorsque Bonnie était coincée en 1994, elle a décidé de remercier Damon en lui ramenant le remède. Il a le choix de le donner à Elena en risquant qu'elle retombe dans les bras de Stefan ou lui cacher l'existence du remède. Alaric attend des jumeaux avec Jo. Stefan finit alors par retrouver son humanité grâce au retour de sa mère, Il finira à son tour par faire en sorte que Caroline retrouve elle aussi son humanité, et lui avouera ses sentiments à son égard, mais Caroline ne se sentant pas prête pour cette relation lui demande d'attendre.
Lily Salvatore, la mère de Damon et Stefan veut faire sortir ses amis hérétiques (des sorciers-vampires), toujours enfermé dans le monde-prison de 1903, elle sympathise avec Enzo, en effet, c'est elle qui l'a transformé en vampire alors qu'il mourrait d'une tuberculose en 1903. Damon décide finalement de prendre le remède avec Elena, elle boit alors le remède et redevient humaine. Le mariage de Jo et Alaric a lieu, mais Kai qui s'est finalement échappé du monde-prison fait son apparition pendant le mariage en poignardant Jo dans le ventre, la tuant elle et ses jumeaux, puis il provoque une explosion, et finit par se suicider, ce qui entraîne la mort de tout son clan. Vu que Tyler a été grièvement blessé durant l'explosion, Liv lui demande de la tuer afin qu'il réactive son gène de loup-garou qui le guérira. Alors que Kai se relève, devenu un hérétique en se transformant en vampire. il se fait mordre par Tyler, redevenu un loup-garou. Damon apprend par Kai qu'Elena, qui est dans le coma depuis l'explosion alors que son état médical est clairement parfait, est victime d'un sortilège de Kai : il a lié la vie d'Elena à celle de Bonnie, de cette manière, tant que Bonnie sera en vie, Elena restera dans le coma. Bonnie affronte Kai, mais ce dernier est trop puissant, il parvient même grâce à sa magie, à se guérir lui-même de la morsure de loup-garou, Bonnie se retrouve blessée, Damon arrive, et fait semblant de la laisser mourir de ces blessures, mais il en profite pour décapiter Kai et récupère Bonnie. Lily retrouve sa « famille » d'hérétiques que Kai a ramené en même temps que lui-même.
Damon, Bonnie, Stefan, Caroline, Matt, Tyler, Jeremy et Alaric se réunissent pour dire une dernière fois au revoir à Elena, car la plupart ne la reverront sûrement jamais. Tyler décide de quitter Mystic Falls. Elena va reposer dans la crypte en attendant que Bonnie termine sa vie, et Damon va attendre qu'elle se réveille. À la fin du dernier épisode on aperçoit Matt dans sa voiture de shérif dans un Mystic Falls sombre et Damon en haut de l'horloge qui ne réagit pas à ce qui se passe devant lui.

### Septième saison (2015-2016)
Plusieurs mois ont passé depuis qu'Elena a été plongée dans le sommeil. Les Hérétiques et Lily Salvatore ont pris le contrôle de Mystic Falls en plongeant la ville dans le chaos en terrorisant la population de Mystic Falls. Caroline, Stefan et Matt font un pacte de non agression avec les Hérétiques et évacuent la population. Mais Damon et Bonnie ne sont pas du tout d'accord et décident d'attaquer en tuant un des Hérétiques. Révoltés, ceux-ci ressuscitent Julian, un vampire âgé de cinq cents ans et le véritable amour de Lily qui avait été enfermé un siècle auparavant dans un artefact appelé la Pierre du Phénix, objet qui contient des âmes de vampires emprisonnés et appartenant à la célèbre chasseuse de vampires Rayna Cruz.
L'une des Hérétiques, Valérie, les trahit en se joignant à Stefan, où il apprend qu'il aurait été père en 1863, car Valérie été tombée enceinte de lui mais Julian, apprenant la nouvelle, l'avait battue à mort jusqu'à ce qu'elle perde l'enfant à naître. Avec Damon, ils s'associent dans le but qu'ils assassinent Julian, tandis que Caroline se retrouve miraculeusement enceinte des jumeaux d'Alaric (jumeaux qui avait été tués par Kai en même temps que leur mère Jo à la fin de la précédente saison). Lors d'une des nombreuses opérations visant à supprimer Julian, Lily est tuée et les frères Salvatore se retrouvent emprisonnés dans la Pierre du Phénix, où ils sont projetés dans un autre monde, monde dans lequel ils verront toutes les atrocités qu'ils ont commises. Dans ce monde, Damon se retrouvera coincé en 1863 et revivra plusieurs fois la même scène jusqu'à ce qu'il comprenne qu'il faut qu'il ressente la douleur pour que Bonnie puisse le faire sortir de la pierre de Phénix.
Lorsqu'ils sont finalement libérés par Bonnie, Damon reste hanté par des hallucinations dans lesquels il croit à tort qu'il a tué Elena. De son côté, Stefan s'allie avec Valérie et ils arrivent à tuer Julian. Il rompt également avec Caroline en se mettant en couple avec Valérie. Plus tard, Damon décide, à la surprise générale, de s'enfermer dans un cercueil en attendant le réveil d'Elena afin de ne plus faire souffrir son entourage.
Trois ans plus tard, Caroline est partie vivre avec Alaric et leurs filles, tandis que Bonnie s'est mise en couple avec Enzo. Stefan, lui, se retrouve traqué par la chasseuse Rayna Cruz, qui a débarqué en ville. Cette dernière, immortelle et indestructible, pourchasse sans relâche le moindre vampire qui s'est échappé de la Pierre du Phénix. Damon essayera tant bien que mal de sauver son frère mais ne fera qu'empirer les choses; Stefan se retrouvant une nouvelle fois emprisonné dans la Pierre de Phénix, juste avant qu'elle ne soit définitivement détruite.
L'âme de Stefan se retrouve piégée par mégarde dans le corps d'un humain. Après avoir sauvé son frère, Damon doit affronter l'hostilité de Bonnie, qui lui en veut de l'avoir abandonné pendant trois ans. La jeune femme découvre par la suite avec horreur qu'elle a été empoisonnée depuis plus de trois ans par le sang de Rayna Cruz et qu'elle est condamnée. Enzo et Damon font tout pour la sauver, tandis que Stefan doit faire face à la rancœur de Caroline à son égard pour lui avoir brisé le cœur trois ans auparavant.
Afin de sauver Bonnie, Rayna lui offre sa dernière vie mais en mourant, lui transmet ses aptitudes de chasseuse. Désormais chasseuse de vampires, Bonnie se met à traquer à contrecœur sans relâche ses amis, bien que ne leur voulant aucun mal. Dans le dernier épisode de la saison, Damon entre dans le bâtiment de l'Armurerie à la recherche du corps du dernier chaman qui relie la malédiction de Rayna Cruz à Bonnie. Mais lorsque tout le monde se réjouit de la réussite de Damon celui-ci croit entendre quelqu'un qu'il connait. Alerté par cela, Enzo décide d'aller le chercher mais tous les deux sont capturés par la mystérieuse créature surnaturelle qui hante les lieux. Ne pouvant être localisés même par Bonnie, Damon et Enzo se sont comme évaporés de la surface de la terre. Plusieurs mois plus tard, Bonnie, Caroline et Stefan (qui se sont entre-temps remis en couple) entendent une rumeur selon laquelle une centaine de disparitions inexpliquées auraient été signalées sur la côte ouest. Nous voyons alors Damon et Enzo dans un immense entrepôt, comme possédés, s'amuser à pendre par les pieds et à égorger des centaines de victimes humaines.

### Huitième saison (2016-2017)
Dans cette huitième et dernière saison, les frères Salvatore et les habitants surnaturels de Mystic Falls se réunissent une dernière fois afin de faire face à de nouveaux ennemis toujours plus dangereux et mortels qui menacent de détruire la ville : entre le machiavélique sorcier Kai Parker, un couple de sirènes maléfiques, en passant par le Diable en personne, sans oublier leur vieille ennemie de toujours, Katherine Pierce en personne, revenue des Enfers et dont l'unique but est de se venger, les frères Salvatore devront s'unir tant bien que mal afin d’empêcher que l'Enfer et le chaos n'envahissent littéralement leur ville natale. Pour cela, ils seront aidés dans leur difficile tâche par Bonnie, Enzo, Caroline, Matt, Tyler et Alaric mais encore... d'Elena.

## Accueil

### Audiences

#### Aux États-Unis
La première saison a réalisé une audience globale moyenne de 3,66 millions de téléspectateurs,.
La deuxième saison a réalisé une audience globale moyenne de 3,17 millions de téléspectateurs.
La troisième saison a réalisé une audience globale moyenne de 2,81 millions de téléspectateurs.
La quatrième saison a réalisé une audience globale moyenne de 2,64 millions de téléspectateurs.
La cinquième saison a réalisé une audience globale moyenne de 2,23 millions de téléspectateurs.
La sixième saison a réalisé une audience globale moyenne de 1,5 million de téléspectateurs.
La septième saison a réalisé une audience globale moyenne de 1,14 million de téléspectateurs. La huitième saison a réalisé une audience globale moyenne de 990 000 de téléspectateurs soit la plus mauvaise audience moyenne de toutes saisons confondues.
Le record d'audience de la série est détenu par l'épisode pilote, qui a rassemblé 4,91 millions de téléspectateurs lors de sa première diffusion sur The CW.
L'épisode 9 (The Simple Intimacy of the Near Touch) de la huitième saison a enregistré la plus mauvaise audience avec 860 000 téléspectateurs.
| Saisons | Saisons | Épisode | Date de diffusion             | Premier épisode         | Dernier épisode         | Rang | Moyenne des audiences (en millions) | Chaîne |
| ------- | ------- | ------- | ----------------------------- | ----------------------- | ----------------------- | ---- | ----------------------------------- | ------ |
| Saisons | Saisons | Épisode | Date de diffusion             | Audiences (en millions) | Audiences (en millions) | Rang | Moyenne des audiences (en millions) | Chaîne |
|         | 1       | 22      | 10 septembre 2009-13 mai 2010 | 4.91                    | 3.47                    | 118  | 3.60                                | The CW |
|         | 2       | 22      | 9 septembre 2010-12 mai 2011  | 3.36                    | 2.86                    | 193  | 3.17                                | The CW |
|         | 3       | 22      | 15 septembre 2011-10 mai 2012 | 3.10                    | 2.53                    | 166  | 2.91                                | The CW |
|         | 4       | 23      | 11 octobre 2012-16 mai 2013   | 3.18                    | 2.24                    | 133  | 2.97                                | The CW |
|         | 5       | 22      | 3 octobre 2013-15 mai 2014    | 2.59                    | 1.61                    | 147  | 2.68                                | The CW |
|         | 6       | 22      | 2 octobre 2014-14 mai 2015    | 1.81                    | 1.44                    | 160  | 1.54                                | The CW |
|         | 7       | 22      | 8 octobre 2015-13 mai 2016    | 1.38                    | 1.04                    | 141  | 1.95                                | The CW |
|         | 8       | 16      | 21 octobre 2016-10 mars 2017  | 0.98                    | 1.15                    | 140  | 1.71                                | The CW |

#### Dans les pays francophones
En France, l'audience moyenne de la première saison est de 354 954 téléspectateurs sur NT1 puis la deuxième saison a réalisé une audience moyenne de 370 000 téléspectateurs, enfin la troisième saison a réalisé une audience moyenne de 500 000 téléspectateurs.
L'épisode 20 de la cinquième saison a enregistré la pire audience avec 170 000 téléspectateurs sur cette même chaîne[réf. souhaitée].
Le record d'audience est détenu par l'épisode 4 et l'épisode 19 de la saison 3 avec 600 000 téléspectateurs toujours sur NT1.

### Réception critique
Aux États-Unis, la première saison n'a pas été particulièrement adulée par la critique, avec une note globale de 50⁄100 sur le site web Metacritic. David Hinckley du New York Daily News la considère comme à mi-chemin entre la série True Blood et les films Twilight. Pour Robert Bianco (d’USA Today), la série est compétente en matière de vampires, mais cet univers est « rabâché » et « filtré ». La première saison a été très appréciée en France avec une note de 4,5⁄5 selon Allociné.fr.
La deuxième saison a été davantage appréciée, avec un « metascore » de 78⁄100 aux États-Unis et de 4,6⁄5 en France.
La troisième saison a obtenu la note globale de 7,8⁄10, par les utilisateurs, sur Metacritic aux États-Unis et de 4,5⁄5 en France.
La quatrième saison a obtenu la note globale de 8⁄10, par les utilisateurs, sur Metacritic aux États-Unis et de 4,3⁄5 en France.

### Distinction
| Année | Prix                   | Catégorie                                                    | Nomination                                 | Résultat   |
| ----- | ---------------------- | ------------------------------------------------------------ | ------------------------------------------ | ---------- |
| 2010  | Teen Choice Awards     | Meilleure série de science-fiction ou fantastique            | The Vampire Diaries                        | Lauréat    |
| 2010  | Teen Choice Awards     | Meilleur acteur d'une série science-fiction ou fantastique   | Paul Wesley                                | Lauréat    |
| 2010  | Teen Choice Awards     | Meilleure actrice d'une série science-fiction ou fantastique | Nina Dobrev                                | Lauréat    |
| 2010  | Teen Choice Awards     | Meilleur méchant                                             | Ian Somerhalder                            | Lauréat    |
| 2010  | Teen Choice Awards     | Meilleur nouveauté à la télévision                           | The Vampire Diaries                        | Lauréat    |
| 2010  | Teen Choice Awards     | Révélation de l'année                                        | Paul Wesley                                | Lauréat    |
| 2010  | Teen Choice Awards     | Révélation de l'année                                        | Nina Dobrev                                | Lauréat    |
| 2010  | Teen Choice Awards     | Meilleure voleuse de scène                                   | Kat Graham                                 | Nomination |
| 2010  | Teen Choice Awards     | Le plus sexy                                                 | Ian Somerhalder                            | Nomination |
| 2010  | People's Choice Awards | Meilleur nouveauté dramatique à la télévision                | The Vampire Diaries                        | Lauréat    |
| 2010  | People's Choice Awards | Meilleure série de science-fiction ou fantastique            | The Vampire Diaries                        | Nomination |
| 2010  | Saturn Awards          | Meilleure série diffusée sur les réseaux nationaux           | The Vampire Diaries                        | Nomination |
| 2010  | Young Hollywood Awards | Making Their Mark                                            | The Vampire Diaries                        | Lauréat    |
| 2010  | Young Hollywood Awards | Meilleur cast                                                | Nina Dobrev, Paul Wesley & Ian Somerhalder | Lauréat    |
| 2011  | Teen Choice Awards     | Meilleure série de science-fiction ou fantastique            | The Vampire Diaries                        | Lauréat    |
| 2011  | Teen Choice Awards     | Meilleur acteur d'une série science-fiction ou fantastique   | Paul Wesley                                | Nomination |
| 2011  | Teen Choice Awards     | Meilleur acteur d'une série science-fiction ou fantastique   | Ian Somerhalder                            | Lauréat    |
| 2011  | Teen Choice Awards     | Meilleure actrice d'une série science-fiction ou fantastique | Nina Dobrev                                | Lauréat    |
| 2011  | Teen Choice Awards     | Meilleur voleur de scène                                     | Michael Trevino                            | Lauréat    |
| 2011  | Teen Choice Awards     | Meilleure voleuse de scène                                   | Kat Graham                                 | Lauréat    |
| 2011  | Teen Choice Awards     | Meilleur vampire                                             | Paul Wesley                                | Nomination |
| 2011  | Teen Choice Awards     | Meilleur vampire                                             | Ian Somerhalder                            | Nomination |
| 2011  | Teen Choice Awards     | Meilleur vampire                                             | Nina Dobrev                                | Nomination |
| 2011  | Teen Choice Awards     | Le plus sexy                                                 | Ian Somerhalder                            | Nomination |
| 2011  | Teen Choice Awards     | La plus sexy                                                 | Nina Dobrev                                | Nomination |
| 2011  | Teen Choice Awards     | Meilleur méchant                                             | Joseph Morgan                              | Nomination |
| 2011  | People's Choice Awards | Meilleure série dramatique à la télévision                   | The Vampire Diaries                        | Nomination |
| 2011  | People's Choice Awards | Meilleure série de science-fiction ou fantastique            | The Vampire Diaries                        | Nomination |
| 2011  | People's Choice Awards | Meilleur acteur d'une série dramatique                       | Ian Somerhalder                            | Nomination |
| 2011  | ALMA Awards            | Meilleur acteur secondaire d'une série dramatique            | Michael Trevino                            | Nomination |
| 2011  | Saturn Awards          | Meilleure série diffusée sur les réseaux nationaux           | The Vampire Diaries                        | Nomination |
| 2011  | Youth Rock Awards      | Meilleur acteur                                              | Steven R. McQueen                          | Nomination |
| 2011  | Youth Rock Awards      | Meilleure actrice                                            | Kat Graham                                 | Nomination |
| 2011  | Youth Rock Awards      | Meilleur cast d'une série dramatique                         | The Vampire Diaries                        | Nomination |
| 2012  | Teen Choice Awards     | Meilleure série de science-fiction ou fantastique            | The Vampire Diaries                        | Lauréat    |
| 2012  | Teen Choice Awards     | Meilleur acteur d'une série science-fiction ou fantastique   | Paul Wesley                                | Nomination |
| 2012  | Teen Choice Awards     | Meilleur acteur d'une série science-fiction ou fantastique   | Ian Somerhalder                            | Lauréat    |
| 2012  | Teen Choice Awards     | Meilleure actrice d'une série science-fiction ou fantastique | Nina Dobrev                                | Lauréat    |
| 2012  | Teen Choice Awards     | Meilleure actrice d'une série science-fiction ou fantastique | Kat Graham                                 | Nomination |
| 2012  | Teen Choice Awards     | Meilleur voleur de scène                                     | Michael Trevino                            | Lauréat    |
| 2012  | Teen Choice Awards     | Meilleure voleuse de scène                                   | Candice Accola                             | Lauréat    |
| 2012  | Teen Choice Awards     | Le plus sexy                                                 | Ian Somerhalder                            | Lauréat    |
| 2012  | Teen Choice Awards     | Meilleur méchant                                             | Joseph Morgan                              | Nomination |
| 2012  | People's Choice Awards | Meilleure série dramatique à la télévision                   | The Vampire Diaries                        | Nomination |
| 2012  | People's Choice Awards | Meilleure série de science-fiction ou fantastique            | The Vampire Diaries                        | Nomination |
| 2012  | People's Choice Awards | Meilleur acteur d'une série dramatique                       | Ian Somerhalder                            | Nomination |
| 2012  | People's Choice Awards | Meilleure actrice d'une série dramatique                     | Nina Dobrev                                | Lauréat    |
| 2012  | ALMA Awards            | Meilleur acteur secondaire d'une série dramatique            | Michael Trevino                            | Nomination |
| 2012  | Do Something Awards    | Meilleure série d'une série dramatique                       | The Vampire Diaries                        | Nomination |
| 2012  | Do Something Awards    | Meilleur star d'une série dramatique                         | Ian Somerhalder                            | Nomination |
| 2012  | Saturn Awards          | Meilleure série orientée pour la jeunesse                    | The Vampire Diaries                        | Nomination |
| 2013  | Teen Choice Awards     | Meilleure série de science-fiction ou fantastique            | The Vampire Diaries                        | Lauréat    |
| 2013  | Teen Choice Awards     | Meilleur acteur d'une série science-fiction ou fantastique   | Paul Wesley                                | Nomination |
| 2013  | Teen Choice Awards     | Meilleur acteur d'une série science-fiction ou fantastique   | Ian Somerhalder                            | Lauréat    |
| 2013  | Teen Choice Awards     | Meilleure actrice d'une série science-fiction ou fantastique | Nina Dobrev                                | Lauréat    |
| 2013  | Teen Choice Awards     | Meilleure actrice d'une série science-fiction ou fantastique | Kat Graham                                 | Nomination |
| 2013  | Teen Choice Awards     | Meilleur voleur de scène                                     | Steven R. McQueen                          | Nomination |
| 2013  | Teen Choice Awards     | Meilleure voleuse de scène                                   | Candice Accola                             | Nomination |
| 2013  | Teen Choice Awards     | Meilleur méchant                                             | Joseph Morgan                              | Nomination |
| 2013  | People's Choice Awards | Meilleure série dramatique à la télévision                   | The Vampire Diaries                        | Nomination |
| 2013  | People's Choice Awards | Meilleur acteur d'une série dramatique                       | Paul Wesley                                | Nomination |
| 2013  | People's Choice Awards | Meilleur acteur d'une série dramatique                       | Ian Somerhalder                            | Nomination |
| 2013  | People's Choice Awards | Meilleure actrice d'une série dramatique                     | Nina Dobrev                                | Nomination |
| 2013  | People's Choice Awards | Surnom des fans préféré                                      | TVDFamily                                  | Nomination |
| 2013  | Saturn Awards          | Meilleure série orientée pour la jeunesse                    | The Vampire Diaries                        | Nomination |
| 2014  | Teen Choice Awards     | Meilleure série de science-fiction ou fantastique            | The Vampire Diaries                        | Lauréat    |
| 2014  | Teen Choice Awards     | Meilleur acteur d'une série science-fiction ou fantastique   | Paul Wesley                                | Nomination |
| 2014  | Teen Choice Awards     | Meilleur acteur d'une série science-fiction ou fantastique   | Ian Somerhalder                            | Lauréat    |
| 2014  | Teen Choice Awards     | Meilleure actrice d'une série science-fiction ou fantastique | Nina Dobrev                                | Lauréat    |
| 2014  | Teen Choice Awards     | Meilleure actrice d'une série science-fiction ou fantastique | Kat Graham                                 | Nomination |
| 2014  | Teen Choice Awards     | Meilleur voleur de scène                                     | Michael Trevino                            | Nomination |
| 2014  | Teen Choice Awards     | Meilleure voleuse de scène                                   | Candice Accola                             | Lauréat    |
| 2014  | Teen Choice Awards     | Le plus sexy                                                 | Ian Somerhalder                            | Nomination |
| 2014  | Teen Choice Awards     | Meilleur méchant                                             | Paul Wesley                                | Nomination |
| 2014  | People's Choice Awards | Meilleure série dramatique à la télévision                   | The Vampire Diaries                        | Nomination |
| 2014  | People's Choice Awards | Meilleur acteur d'une série dramatique                       | Ian Somerhalder                            | Lauréat    |
| 2014  | People's Choice Awards | Meilleure actrice d'une série dramatique                     | Nina Dobrev                                | Nomination |
| 2014  | People's Choice Awards | Alchimie à l'écran préférée                                  | Damon Salvatore & Elena Gilbert            | Lauréat    |
| 2014  | mtvU Fandom Awards     | Ship de l'année                                              | Damon Salvatore & Elena Gilbert            | Lauréat    |
| 2014  | Young Hollywood Awards | Actrice préférée des fans                                    | Nina Dobrev                                | Nomination |
| 2014  | Young Hollywood Awards | Meilleur trio                                                | Nina Dobrev, Ian Somerhalder & Paul Wesley | Lauréat    |
| 2014  | Young Hollywood Awards | Meilleur alchimie d'un cast dans une série                   | The Vampire Diaries                        | Nomination |
| 2014  | Saturn Awards          | Meilleure série orientée pour la jeunesse                    | The Vampire Diaries                        | Nomination |
| 2015  | Teen Choice Awards     | Meilleure série de science-fiction ou fantastique            | The Vampire Diaries                        | Lauréat    |
| 2015  | Teen Choice Awards     | Meilleur acteur d'une série science-fiction ou fantastique   | Paul Wesley                                | Nomination |
| 2015  | Teen Choice Awards     | Meilleur acteur d'une série science-fiction ou fantastique   | Ian Somerhalder                            | Nomination |
| 2015  | Teen Choice Awards     | Meilleure actrice d'une série science-fiction ou fantastique | Nina Dobrev                                | Lauréat    |
| 2015  | Teen Choice Awards     | Meilleure actrice d'une série science-fiction ou fantastique | Candice Accola                             | Nomination |
| 2015  | Teen Choice Awards     | Meilleur méchant                                             | Chris Wood                                 | Nomination |
| 2015  | Teen Choice Awards     | Meilleure voleuse de scène                                   | Kat Graham                                 | Nomination |
| 2015  | Teen Choice Awards     | Alchimie à l'écran préférée                                  | Damon Salvatore & Bonnie Bennett           | Nomination |
| 2015  | Teen Choice Awards     | Meilleur baiser                                              | Damon Salvatore & Elena Gilbert            | Lauréat    |
| 2015  | Teen Choice Awards     | Meilleur baiser                                              | Stefan Salvatore & Caroline Forbes         | Nomination |
| 2015  | People's Choice Awards | Meilleure série dramatique à la télévision                   | The Vampire Diaries                        | Nomination |
| 2015  | People's Choice Awards | Meilleur acteur d'une série dramatique                       | Paul Wesley                                | Nomination |
| 2015  | People's Choice Awards | Meilleur acteur d'une série dramatique                       | Ian Somerhalder                            | Nomination |
| 2015  | People's Choice Awards | Meilleure actrice d'une série dramatique                     | Nina Dobrev                                | Nomination |
| 2015  | People's Choice Awards | Duo préféré                                                  | Nina Dobrev & Ian Somerhalder              | Lauréat    |
| 2015  | mtvU Fandom Awards     | Ship de l'année                                              | Damon Salvatore & Bonnie Bennett           | Nomination |
| 2015  | Saturn Awards          | Meilleure série orientée pour la jeunesse                    | The Vampire Diaries                        | Nomination |
| 2016  | Teen Choice Awards     | Meilleure série de science-fiction ou fantastique            | The Vampire Diaries                        | Nomination |
| 2016  | Teen Choice Awards     | Meilleur acteur d'une série science-fiction ou fantastique   | Paul Wesley                                | Nomination |
| 2016  | Teen Choice Awards     | Meilleur acteur d'une série science-fiction ou fantastique   | Ian Somerhalder                            | Nomination |
| 2016  | Teen Choice Awards     | Meilleure actrice d'une série science-fiction ou fantastique | Kat Graham                                 | Nomination |
| 2016  | Teen Choice Awards     | Meilleure actrice d'une série science-fiction ou fantastique | Candice King                               | Nomination |
| 2016  | Teen Choice Awards     | Alchimie à l'écran préférée                                  | Damon Salvatore & Bonnie Bennett           | Nomination |
| 2016  | Teen Choice Awards     | Meilleur baiser                                              | Stefan Salvatore & Caroline Forbes         | Nomination |
| 2016  | People's Choice Awards | Meilleure série science-fiction ou fantastique               | The Vampire Diaries                        | Nomination |
| 2016  | People's Choice Awards | Meilleur acteur science-fiction ou fantastique               | Ian Somerhalder                            | Nomination |
| 2017  | Teen Choice Awards     | Meilleure série de science-fiction ou fantastique            | The Vampire Diaries                        | Lauréat    |
| 2017  | Teen Choice Awards     | Meilleur acteur d'une série science-fiction ou fantastique   | Ian Somerhalder                            | Nomination |
| 2017  | Teen Choice Awards     | Meilleure actrice d'une série science-fiction ou fantastique | Kat Graham                                 | Lauréat    |
| 2017  | People's Choice Awards | Meilleure série science-fiction ou fantastique               | The Vampire Diaries                        | Nomination |
| 2017  | People's Choice Awards | Meilleur acteur science-fiction ou fantastique               | Ian Somerhalder                            | Nomination |
| 2017  | Saturn Awards          | Meilleure série d'horreur                                    | The Vampire Diaries                        | Nomination |

## Produits dérivés

### Sorties DVD et disque Blu-ray
En France, les DVD et disques Blu-ray sont édités par Warner Bros. et distribués par Warner Home Video France.
| Intitulé du coffret                          | Nombre d'épisodes | Dates de sortie          | Dates de sortie      | Société de distribution |
| Intitulé du coffret                          | Nombre d'épisodes | Zone 1 (dont États-Unis) | Zone 2 (dont France) | Société de distribution |
| -------------------------------------------- | ----------------- | ------------------------ | -------------------- | ----------------------- |
| Vampire Diaries - L'intégrale de la saison 1 | 22                | 31 août 2010             | 1er avril 2011       | Warner Home Video       |
| Vampire Diaries - L'intégrale de la saison 2 | 22                | 30 août 2011             | 5 septembre 2012     | Warner Home Video       |
| Vampire Diaries - L'intégrale de la saison 3 | 22                | 11 septembre 2012        | 14 novembre 2012     | Warner Home Video       |
| Vampire Diaries - L'intégrale de la saison 4 | 23                | 3 septembre 2013         | 11 décembre 2013     | Warner Home Video       |
| Vampire Diaries - L'intégrale de la saison 5 | 22                | 9 septembre 2014         | 5 novembre 2014      | Warner Home Video       |
| Vampire Diaries - L'intégrale de la saison 6 | 22                | 1er septembre 2015       | 5 octobre 2016       | Warner Home Video       |
| Vampire Diaries - L'intégrale de la saison 7 | 22                | 16 août 2016             | 5 juillet 2017       | Warner Home Video       |
| Vampire Diaries - L'intégrale de la saison 8 | 16                | 13 juin 2017             | 8 novembre 2017      | Warner Home Video       |
| Vampire Diaries - Intégrale de la série      | 171               | 13 juin 2017             | 8 novembre 2017      | Warner Home Video       |

La série connaît aussi un succès avec la sortie des coffrets DVD, notamment avec la sortie du coffret de la troisième saison, outre-Atlantique.
Sur la semaine du 10 au 16 septembre 2012, la série réalise la 8e meilleure vente DVD, tout genre confondu, sur le territoire américain avec 106 700 coffrets écoulés. Une performance en hausse par rapport à la deuxième saison. En termes de recettes, Vampire Diaries atteint alors 3 733 433 de dollars américains (soit 2,9 millions d’euros) lors de sa première semaine d'exploitation.
| Saison | Sortie         | Ventes première semaine | Recettes  |
| ------ | -------------- | ----------------------- | --------- |
| 1      | Septembre 2010 | 121 907 exemplaires     | 4 631 247 |
| 2      | Septembre 2011 | 99 663 exemplaires      | 3 686 534 |
| 3      | Septembre 2012 | 106 700 exemplaires     | 3 733 433 |

### Livres
Journal d'un vampire (2009-2014) de L. J. Smith, narre l'histoire d'Elena Gilbert, une adolescente dont les parents sont morts dans un accident de voiture et qui retrouve soudain le goût de vivre lorsque le jeune italien Stefan Salvatore arrive dans son lycée. Elle met alors tout en œuvre pour le séduire.
Seuls les cinq premiers tomes ont été écrits par L.J Smith.[réf. souhaitée]
- Voici la liste des tomes :
  - le tome no 1 est sorti le 4 février 2009 ;
  - le tome no 2 est sorti le 2 septembre 2009 ;
  - le tome no 3 est sorti le 3 février 2010 ;
  - le tome no 4 est sorti le 1er septembre 2010 ;
  - le tome no 5 est sorti le 22 juin 2011 ;
  - le tome no 6 est sorti le 8 février 2012 ;
  - le tome no 7 est sorti le 4 juillet 2012 ;
  - le tome no 8 est sorti le 6 février 2013 ;
  - le tome no 9 est sorti le 3 juillet 2013.
  - le tome no 10 est sorti le 19 mars 2014
  - le tome no 11 est sorti le 2 juillet 2014

Le Journal de Stefan (2010-2012) de L. J. Smith écrit en collaboration avec Julie Plec et Kevin Williamson, scénaristes de la série Vampire Diaries, narre le passé de Stefan et de son frère à partir de leur rencontre avec Katherine Pierce, en 1864.
- Voici la liste des tomes sortis en France :
  - le tome no 1 : Le Journal de Stefan : Les Origines, sorti le 2 mars 2011 ;
  - le tome no 2 : Le Journal de Stefan : La Soif de sang, sorti le 18 mai 2011 ;
  - le tome no 3 : Le Journal de Stefan : L’Irrésistible Désir, sorti le 7 septembre 2011 ;
  - le tome no 4 : Le Journal de Stefan : L’Éventreur, sorti le 9 mai 2012 ;
  - le tome no 5 : Le Journal de Stefan : L’Asile est sorti le 15 août 2012 ;
  - le tome no 6 : Le Journal de Stefan : Manipulés est sorti le 3 octobre 2012.

### Série dérivée

#### The Originals
Le réseau américain The CW a annoncé en janvier 2013 la préparation d'une série dérivée intitulée The Originals. Basée sur les Originaux, celle-ci sera centrée sur le personnage de Klaus Mikaelson (interprété par Joseph Morgan).
L’idée principale a été développée dans l’épisode diffusé le 25 avril 2013. Les audiences ayant été concluantes, la série dérivée a été envisagée pour la saison 2013-2014, produite par Julie Plec, Leslie Morgenstein et Gina Girolamo.
Phoebe Tonkin, Daniel Gillies et Claire Holt y auront également un rôle. De nouveaux personnages feront leurs apparitions comme Marcel (interprété par Charles Michael Davis), Davina (Danielle Campbell), Sophie (interprétée par Daniella Pineda) et Camille (interprétée par Leah Pipes).

#### Legacies
Autre Spin off de l'univers de "The Vampire Diaries", cette série est basée sur les évènements qui se produiront dans le futur : Alaric et Caroline (de Vampire Diairies) créeront une école pour les êtres surnaturels.
Legacies (diffusée pour la première fois en 2018) est la suite du spin off "The Originals", suivant les aventures de la tribride Hope Mikaelson, fille de Klaus Mikaelson (vampire originel) et Hayley Marshall-Kenner (loup garou et alpha de sa meute). L'histoire se concentrera autour de ses aventures, mais aussi les aventures des sœurs jumelles Elizabeth "Lizzie" et Josette "Josie" Saltzmann, fille d'Alaric Saltzmann. Nous retrouverons aussi Landon Kirby, introduit dans la saison 5 de la série "The Originals".
De nouveaux personnages principaux seront introduits dans ce nouveau spin off, tel que Milton Greasley "MG" (vampire), Kaleb Hawkins (vampire), Raphael Waithe (loup garou), Dorian Williams (humain), Emma Tig (sorcière). D'autre part, certains autres personnages de la série "The Vampire Diaries" et même "The Originals" feront leur apparition tout au long de la série.